# Relazioni bilaterali tra India e Israele
Le relazioni bilaterali tra la Repubblica dell'India e lo Stato-nazione di Israele si riferiscono ai legami politico-diplomatici tra i due paesi presi in esame i quali da par loro intrattengono inoltre una vasta collaborazione, militare e strategica. Israele viene rappresentato attraverso un'ambasciata a Nuova Delhi e un consolato a Mumbai e Bangalore, l'India invece dalla sua ambasciata a Tel Aviv.
L'India è il più grande acquirente di equipaggiamento militare di Israele, mentre lo Stato ebraico è il 2º maggior fornitore di difesa subito dopo la Russia. Nel decennio che va dal 1999 e il 2009 l'attività di scambio bellico tra le due nazioni sommava ad un valore complessivo di circa 9 miliardi di dollari statunitensi; i reciproci rapporti militari e strategici si estendono anche alla condivisione dell'intelligence sui gruppi del terrorismo internazionale e alla formazione e addestramento militare congiunti.
A partire dal 2014 l'India è il 3° partner commerciale asiatico di Israele e il 10° complessivo; escludendo le vendite militari il commercio bilaterale si è attestato attorno ai 4,52 miliardi. Le relazioni si espansero ed ampliarono ulteriormente durante l'amministrazione del Primo ministro dell'India Narendra Modi, con il voto di astensione all'Assemblea generale delle Nazioni Unite in diverse risoluzioni proposte contro Israele.
Dal 2015 le due nazioni si trovano in una fase di aperta negoziazione per la messa a punto e realizzazione d'un ampio accordo bilaterale concernente il libero scambio, incentrato soprattutto su settori quali la tecnologia dell'informazione, la biotecnologia e l'agricoltura più avanzata. Secondo un sondaggio d'opinione internazionale condotto nel 2009 il 58% degli indiani ha espresso la propria piena e completa solidarietà nei confronti di Israele, a fronte del 56% degli statunitensi.

## Storia

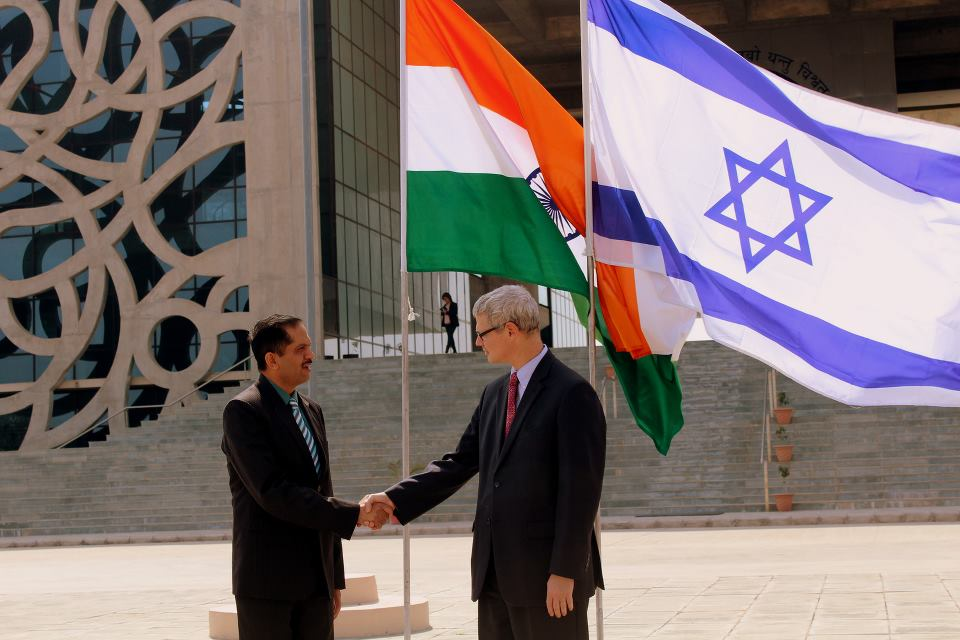
L'ambasciatore israeliano alla Gujarat National Law University per tenere una conferenza al "Center For Foreign Policy and Security Studies".

### Relazioni antiche
L'analisi geografica di Israele suggerisce che gli autori dell'Antico Testamento parlassero della regione indiana, là ove esisteva la vendita di animali come scimmie e pavoni; secondo il professore di lingue semitiche Chaim Menachem Rabin la connessione tra il Regno di Israele e il subcontinente indiano fu registrata durante la monarchia di Salomone nel X secolo prima dell'era volgare (a.EV) in quanto attestato già nel Primo libro dei Re 10.22.
Il commercio antico e la comunicazione culturale tra l'Oriente indiano e la regione storica del Levante è ben documentato nel Periplus Maris Erythraei e nei resoconti che circondano la vicenda della Regina di Saba così come viene narrato nella Tanakh. Il Bhavishya Purana è considerato da un certo numero di studiosi una predizione dell'avvento del profeta biblico dell'ebraismo Mosè; simili paralleli si troverebbero quindi anche nei testi dei Veda.

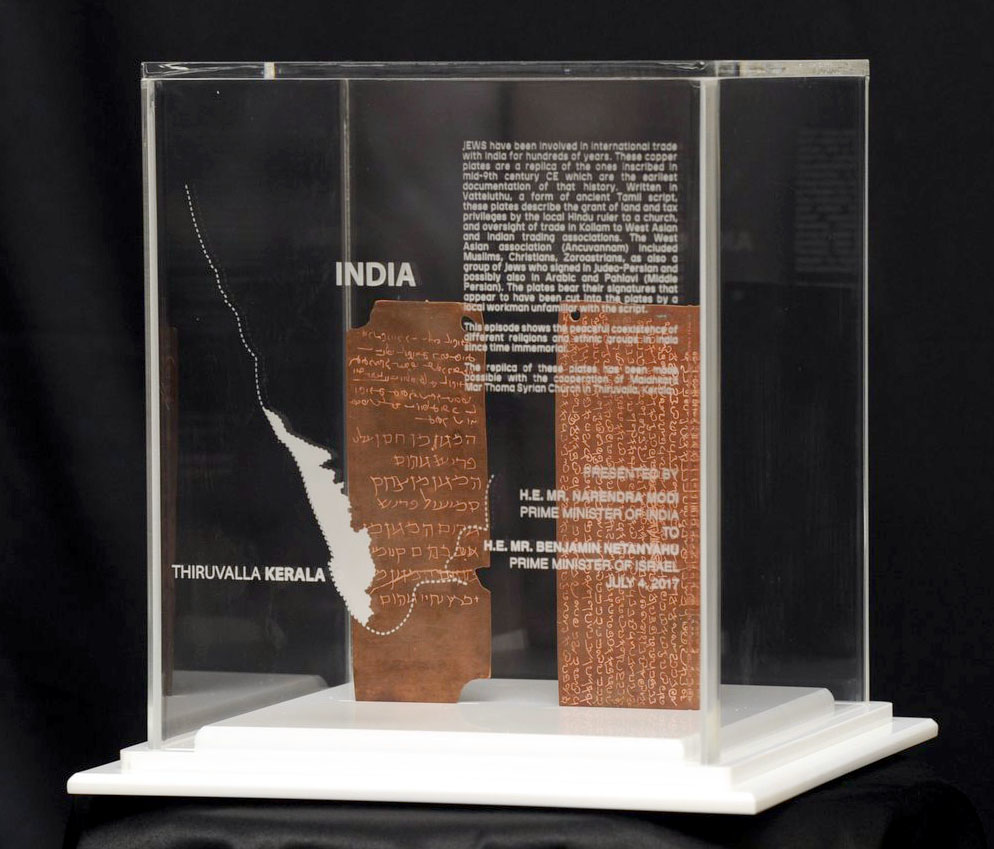
Narendra Modi consegna al Primo ministro di Israele Benjamin Netanyahu due serie di lastre di rame ritenute essere la prima documentazione scritta della storia del commercio ebraico con la terra indiana.

Le relazioni commerciali di entrambe le comunità possono essere fatte risalire attorno al 1.000 a.EV e prima ancora al tempo della civiltà della valle dell'Indo e della civiltà babilonese del Medio Oriente. Un racconto della tradizione buddhista descrive alcuni mercanti indiani che visitano Baveru (ossia Babilonia) e si mettono a vendere pavoni per l'esposizione pubblica; resoconti precedenti del tutto similari descrivono le scimmie esposte al pubblico.
Continuarono in tal maniera i legami commerciali tra l'India e la Palestina e le comunità ebraiche del Mar Mediterraneo; ed in seguito le differenti lingue di queste due culture iniziarono a condividere certe somiglianze linguistiche.

### Non riconoscimento (1948-50)
La posizione dell'India da poco indipendente sulla creazione dello Stato di Israele venne inizialmente influenzata da molti fattori, tra cui la partizione dell'India a partire dal precedente impero anglo-indiano sulle linee di confine segnate dall'appartenenza religiosa oltre che dalle sue relazioni con le altre nazioni.
Il leader dell'indipendenza indiana Mahatma Gandhi credette fortemente che gli ebrei avessero un buon diritto e una richiesta a priori rispetto a tutti gli altri popoli per ottenere la Terra di Israele, benché si opponesse alla creazione di uno Stato in termini esclusivamente di divisione religiosa così come al mandato britannico della Palestina.
Conseguentemente l'India votò contro il Piano di partizione della Palestina del 1947 e lo stesso voto venne espresso anche contro l'ammissione di Israele nell'Organizzazione delle Nazioni Unite nel 1949. Vari sostenitori del nazionalismo indù (Hindutva) invece sostennero o comunque simpatizzarono con la creazione di Israele. Il leader di Hindu Mahasabha Vinayak Damodar Savarkar supportò la formazione di questo nuovo Stato sia su basi morali che politiche, condannando di conseguenza senza mezzi termini il voto ufficiale del suo paese all'ONU.
Parallelamente il leader di Rashtriya Swayamsevak Sangh Madhav Sadashiv Golwalkar ammirò in larga misura il Sionismo e credette senza alcuna esitazione che la Palestina fosse il territorio naturale del popolo ebraico, essenziale quindi per la loro aspirazione ad avere una loro nazione (una patria per il popolo ebraico).

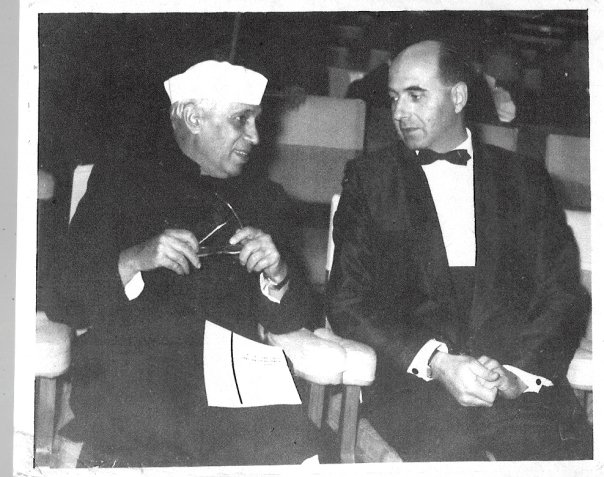
Il primo ministro dell'India Jawaharlal Nehru con l'agente diplomatico israeliano Michael Michael.

### Riconoscimento informale (1950-91)
Il 17 settembre del 1950 l'India riconobbe ufficialmente la legittimità dello Stato di Israele; a seguito di ciò il primo ministro dell'India Jawaharlal Nehru ebbe l'occasione di dichiarare: "Avremmo [riconosciuto Israele] già molto tempo fa, perché Israele è un dato di fatto. Ci siamo solo trattenuti a causa del desiderio di non offendere i sentimenti dei nostri amici nel mondo arabo".
Nel 1953 a Israele fu permesso di aprire un consolato a Bombay (ora Mumbai); tuttavia il governo di Nehru non volle far seguire piene relazioni diplomatiche in quanto sostenne anche la causa dei palestinesi e credette che permettere ad Israele di aprire un'ambasciata a Nuova Delhi avrebbe danneggiato seriamente le relazioni intrattenute con i paesi arabi.
Dal 1950 fino ai primi anni del decennio 1990 la relazione rimase di natura eminentemente informale; l'opposizione dell'India allo stabilimento di relazioni diplomatiche ufficiali derivò essenzialmente da considerazioni sia nazionali che di rapporti con l'estero. A livello nazionale i politici indiani temettero di poter perdere il voto musulmano se le suddette relazioni fossero state normalizzate in via definitiva.

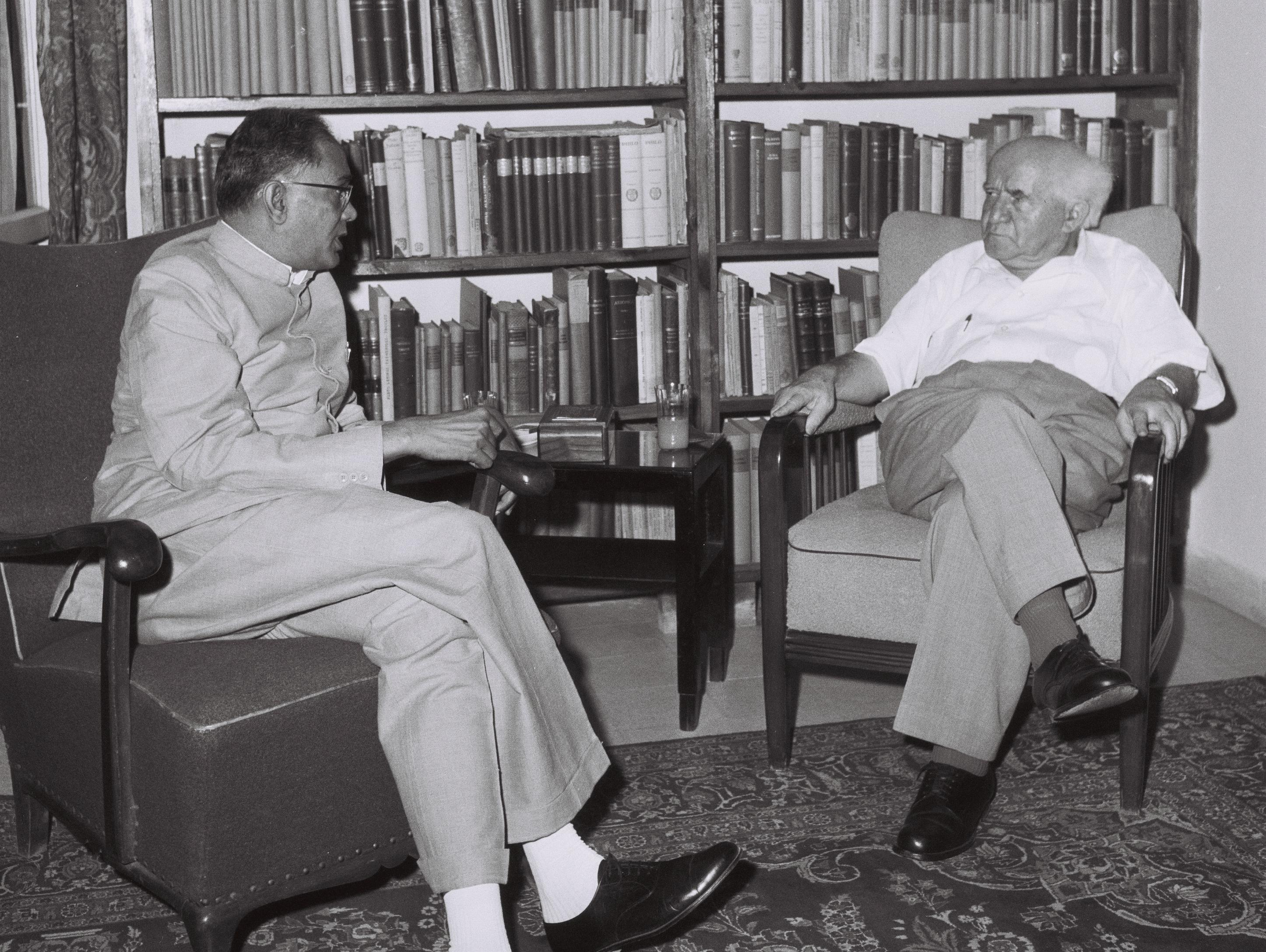
L'attivista Jayaprakash Narayan durante un meeting con David Ben Gurion nel 1958.

Inoltre l'India non volle mettere a repentaglio la sicurezza della grande quantità di suoi cittadini che lavoravano negli Stati arabi del Golfo i quali stavano aiutando in modo sostanziale il paese a mantenere intatte le proprie riserve in valuta estera. Il cospicuo bisogno interno di energia rappresentò un'altra ragione per la mancanza di normalizzazione dei legami con Israele, in termini di salvaguardia del flusso di petrolio proveniente dalle nazioni arabe.
Anche gli obiettivi e le alleanze della politica estera e le relazioni internazionali dell'India si dimostrarono problematici nei rapporti formali con Israele, incluso il sostegno dato dal Movimento dei paesi non allineati all'Organizzazione per la Liberazione della Palestina, l'inclinazione dell'India verso l'Unione Sovietica durante la Guerra fredda e il desiderio di contrastare l'influenza del Pakistan musulmano sugli Stati arabi.
A livello di ideologia il partito politico dominante in India durante questa era, cioè il Congresso Nazionale Indiano, si oppose ad Israele per la sua percezione che si trattasse di uno Stato fondato su una religione distinta, analogamente quindi al Pakistan avversario di sempre.
Sebbene non esistessero relazioni formali da diversi decenni si svolsero comunque incontri e cooperazione da parte di entrambi i paesi, tra cui spiccarono figure come Moshe Dayan. Israele fornì anche all'India informazioni cruciali nel corso dei suoi molteplici conflitti interni ed esterni.

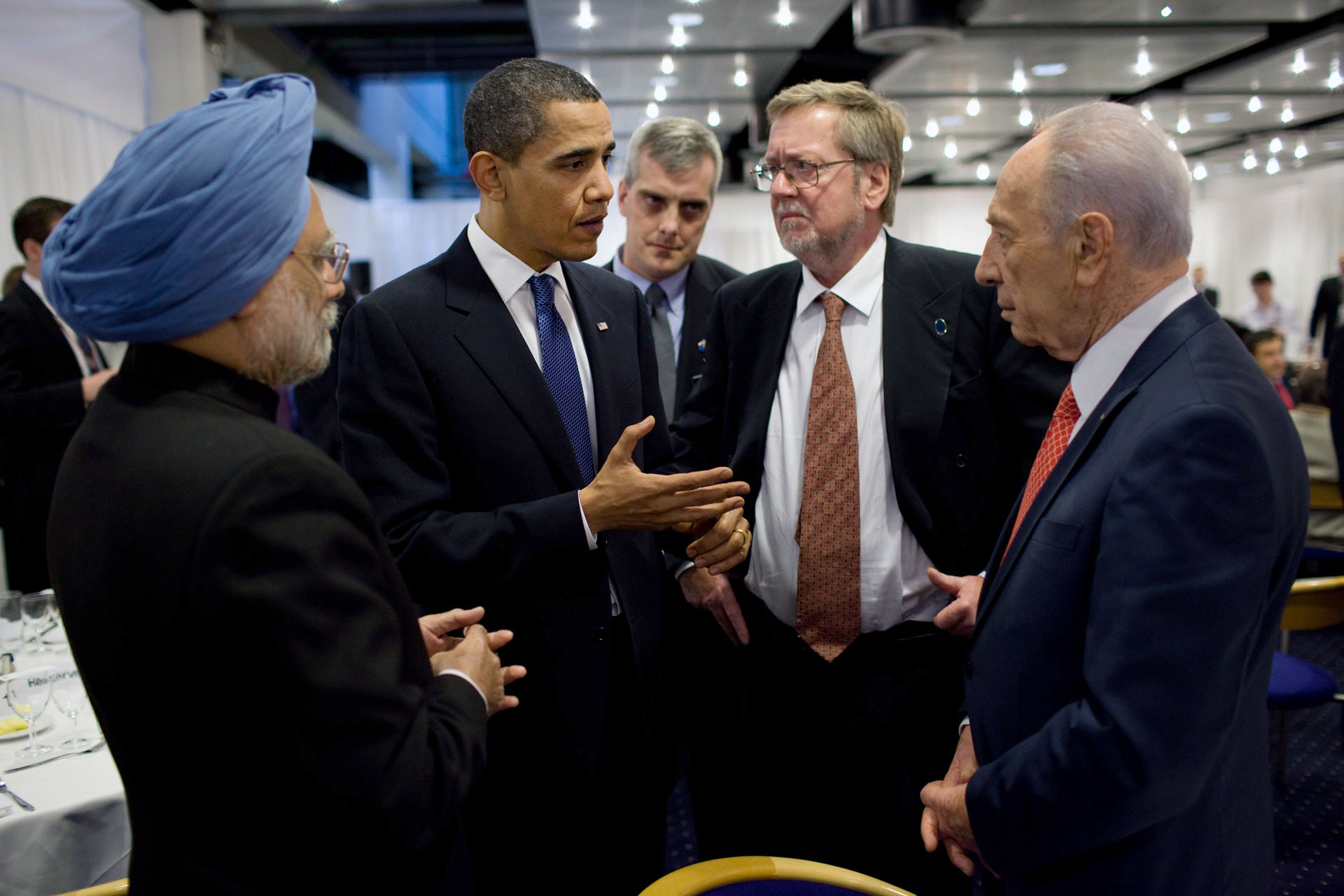
Meeting tra Manmohan Singh, Barack Obama e Shimon Peres nel 2009.

### Dal 1992
Dopo decenni di politica non allineata ed essenzialmente filo-araba l'India stabilì formalmente relazioni con Israele quando aprì una propria ambasciata a Tel Aviv nel gennaio del 1992.
I legami tra le due nazioni si sono così da allora in poi sviluppati costantemente, principalmente a causa di interessi strategici comuni e minacce dirette alla sicurezza interna. La formazione dell'Organizzazione della cooperazione islamica (OIC), che presumibilmente trascurò i sentimenti dell'Islam in India, ed il blocco dell'India da parte del Pakistan di aderire all'OIC vengono considerati tra le cause determinanti per questo cambiamento ed evoluzione di prospettiva.
A livello diplomatico entrambi i paesi sono riusciti a mantenere relazioni sane nonostante le ripetute e forti condanne dell'India alle azioni militari intraprese dalle Forze di difesa israeliane nei territori palestinesi, che secondo gli analisti maggiormente accreditati sono state motivate dal desiderio dell'Alleanza Progressista Unita (UPA) di riuscire a mantenere i voti musulmani.

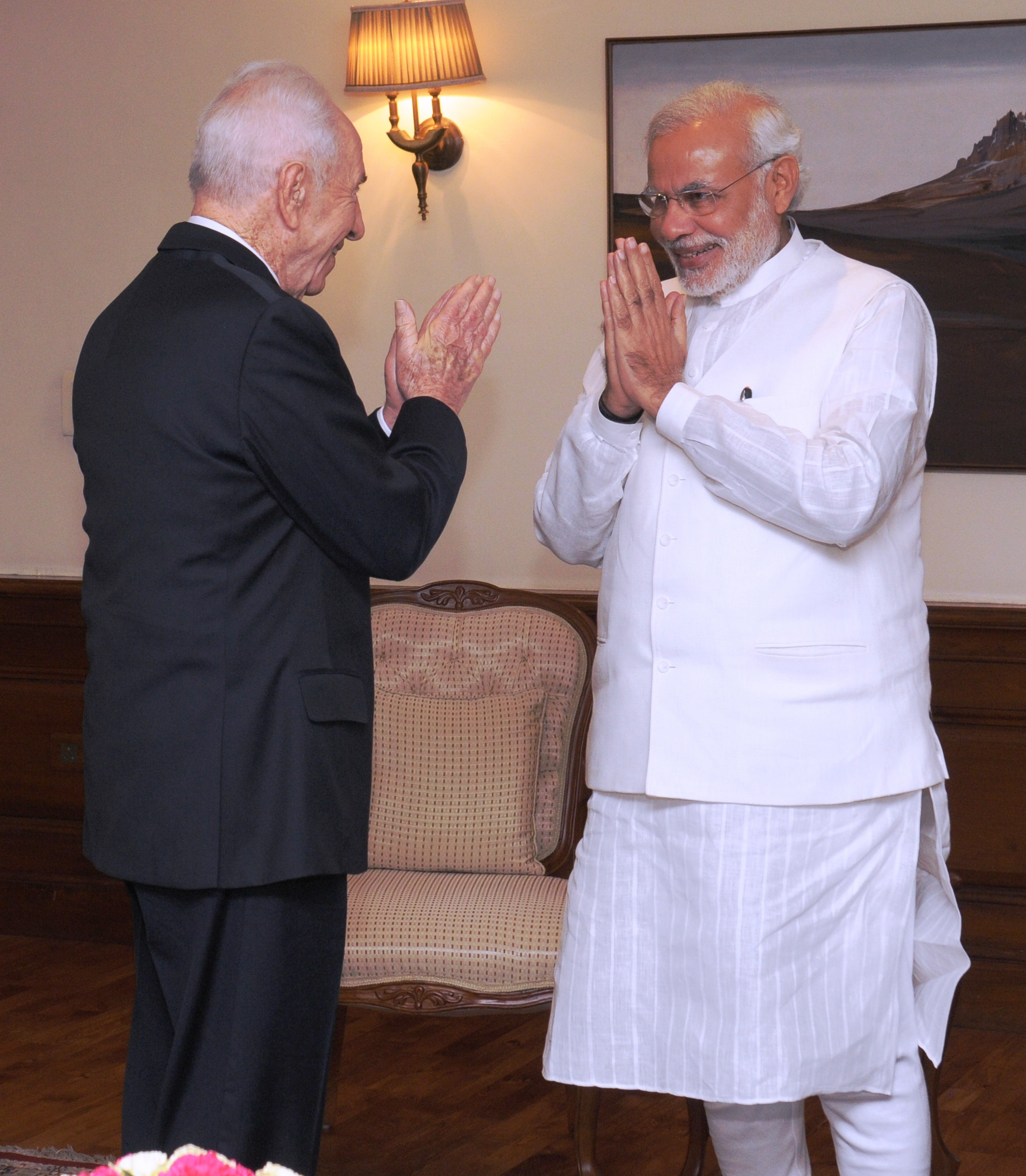
Namasté tra il presidente di Israele Shimon Peres e Narendra Modi nel 2014.

All'apice della tensione tra Israele e Hamas nel luglio del 2014 (l'Operazione Margine di protezione) l'India ha offerto una condanna retorica che ha ritenuto entrambe le parti responsabili dello scoppio della violenza e ha quindi chiesto a Israele di fermare "l'uso sproporzionato della forza" nella Striscia di Gaza, il che è stato letto da molti come uscita dalla tradizione di più supporti vocali per la causa palestinese.
Il ministro degli Affari Esteri, la signora Sushma Swaraj, ha insistito sul fatto che "non c'è assolutamente alcun cambiamento nella politica indiana nei confronti della Palestina, ovvero che sosteniamo pienamente la causa palestinese mantenendo parallelamente anche buone relazioni con Israele", chiarendo in tal modo l'attuale posizione dell'India sulla questione. Anche se questo potrebbe sembrare per alcuni come un "atto di recitazione" e compromesso, si tratta invero di una politica condivisa da tutti i governi indiani negli ultimi 2 decenni, dopo cioè l'instaurazione di una relazione bilaterale formale nel 1992.
Swara, una parlamentare assai esperta, ha bloccato il tentativo d'iniziativa dell'opposizione rappresentata dalla Rajya Sabha per aver richiesto l'approvazione di una risoluzione che condannasse Israele per il conflitto a Gaza nel 2014, affermando che "l'India ha relazioni amichevoli sia con Israele che con lo Stato di Palestina e quindi qualsiasi mossa intrapresa può avere un impatto negativo sulla questa duplice amicizia".
Anche se più tardi - in un gesto meramente simbolico - l'India si è unita agli altri paesi del BRICS per votare al Consiglio per i diritti umani delle Nazioni Unite (UNHRC) a favore dell'avvio di un'indagine conoscitiva sulla presunta violazione dei diritti umani a Gaza, il che ha generato una risposta mista tra i mezzi di comunicazione di massa e gli analisti indiani.
Quando il rapporto dell'UNHRC asserente che Israele aveva commesso un crimine di guerra era stato presentato per il voto, l'India si è astenuta, uno dei soli cinque paesi a farlo; 41 nazioni hanno votato a favore e gli Stati Uniti d'America sono stati l'unico voto contrario. L'inviato israeliano Daniel Carmon ha ringraziato l'India per non aver appoggiato quella che ha definito "un'altra risoluzione anti-Israele".

## Visite diplomatiche
1997
Ezer Weizman è diventato il primo presidente di Israele a visitare l'India.
2000
Lal Krishna Advani diventa il primo ministro dell'India a visitare lo Stato di Israele.
Più tardi in quello stesso anno Jaswant Singh diventa il primo ministro degli affari esteri dell'India a visitare Israele; al suo termine i due paesi hanno istituito una commissione congiunta antiterrorismo. I rispettivi ministri degli esteri hanno affermato che una cooperazione più intensa andrebbe a dirigersi dal controterrorismo alla tecnologia dell'informazione.
2003
Ariel Sharon è stato il 1º primo ministro di Israele a visitare l'India e fu accolto molto favorevolmente dal Bharatiya Janata Party (BJP) che guidò il governo di coalizione dell'"Alleanza Democratica Nazionale" (NDA) di centro-destra. Diversi giornali hanno espresso opinioni positive sulla sua visita e il primo ministro indiano Atal Bihari Vajpayee ha espresso la propria fiducia che l'evento avrebbe dato l'occasione per spianare la strada e quindi consolidare ulteriormente i rapporti bilaterali.
La visita è invece stata condannata nei circoli della sinistra politica e in quelli musulmani; centinaia di sostenitori dei vari partiti filo-islamici e comunisti indiani si sono radunati a Nuova Delhi. Quasi 100 musulmani sono stati arrestati in seguito alla manifestazione. Gli studenti dell'Aligarh Muslim University (AMU) hanno altresì richiesto all'esecutivo indiano di alleggerire i già "troppo gravi" legami con Israele per aumentare invece quelli con lo Stato di Palestina.

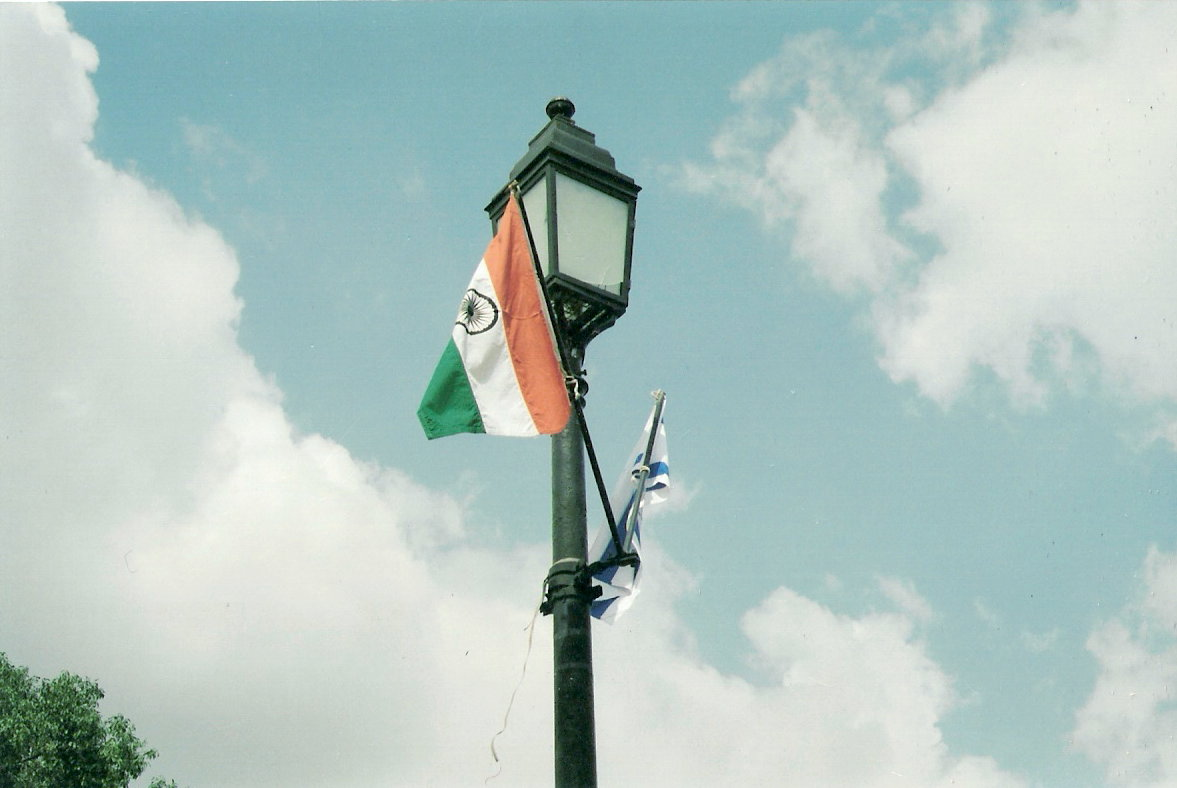
La Bandiera di Israele e la bandiera dell'India intrecciate a Nuova Delhi durante la visita di Ariel Sharon avvenuta nel settembre del 2003.

Il quotidiano in lingua hindi Navbharat Times ha definito Sharon "un importante amico dell'India"; il movimento del nazionalismo hindù Rashtriya Swayamsevak Sangh (RSS) - di Destra ha condannato la dimostrazione di protesta contro Sharon.
Quest'ultimo da parte sua ha espresso soddisfazione per i colloqui avuti con i principali leader indiani; Vajpayee ha concluso affermando che si sarebbero intensificate le relazioni tra i due paesi. Sharon ha quindi invitato ufficialmente Vajpayee a visitare Israele dicendo che gli israeliani "considerano l'India uno dei paesi più importanti del mondo", sicuro del fatto che il meeting avrebbe avuto l'effetto di un sostanziale reciproco avvicinamento.
2006
All'inizio dell'anno i ministri del governo indiano Sharad Pawar, Kapil Sibal e Kamal Nath hanno visitato Israele. Il primo ministro del Gujarat Narendra Modi ha a sua volta fatto una tappa in Israele nell'ottobre seguente.
2012
Nonostante "l'incrollabile sostegno dell'India alla causa palestinese" il ministro degli Esteri S.M. Krishna ha fatto una visita di due giorni in Israele nel corso dell'anno. Il primo ministro israeliano ha ritenuto questa visita la prefigurazione di un passo avanti storico nello sviluppo delle relazioni bilaterali.
2014

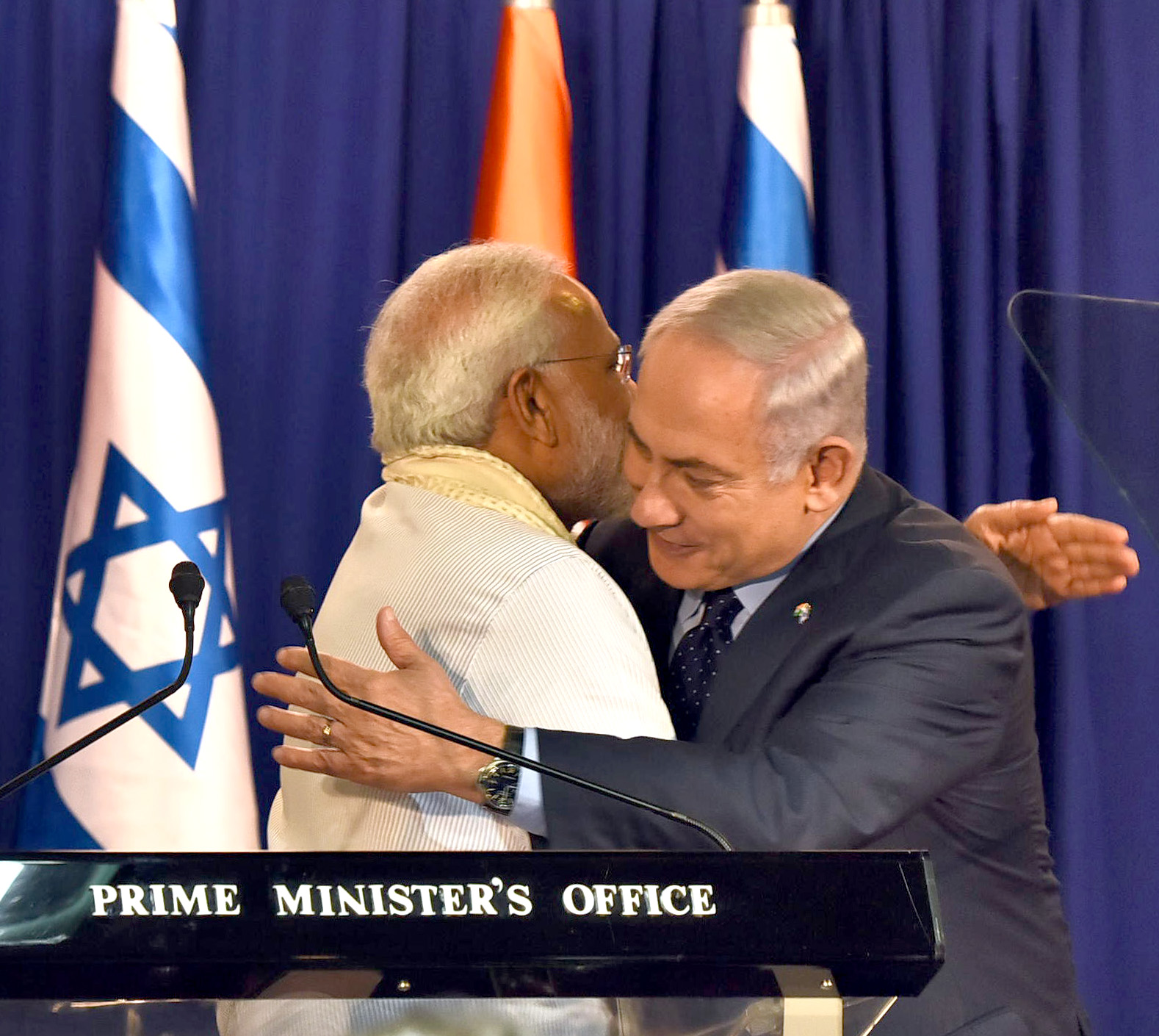
Narendra Modi e Benjamin Netanyahu.

A maggio, dopo la vittoria di Narendra Modi nelle Elezioni parlamentari in India del 2014, il premier Benjamin Netanyahu si è personalmente congratulato per il successo ottenuto dal collega; Modi a sua volta ha incontrato il suo omologo Netanyahu a New York, a margine dell'assemblea generale delle Nazioni Unite, durante la sua visita negli Stati Uniti d'America. Questo è stato il primo incontro tra i Primi Ministri dei due Paesi in oltre un decennio.

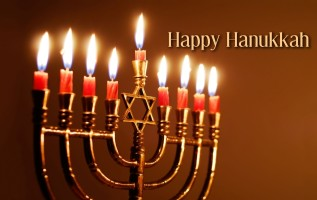
Narendra Modi invia i propri saluti in lingua ebraica in occasione di Chanukkah.

In occasione del festival di Chanukkah il primo ministro Modi ha inviato i propri saluti in lingua ebraica su Twitter, mentre il primo ministro israeliano ha risposto in hindi.
Il ministro degli Affari interni Rajnath Singh ha visitato Israele a novembre per osservare come procedevano gli accordi sulla sicurezza del confine del paese amico. Durante il suo tour ha anche incontrato Netanyahu. Subito dopo il convegno Singh è stato il primo ministro indiano a visitare Israele senza nemmeno visitare al contempo anche i territori palestinesi nel corso dello stesso viaggio.
Sempre in quell'anno l'ex presidente Shimon Peres ha visitato l'India. Una delegazione israeliana di alto livello con il ministro dell'Agricoltura Yair Shamir ha anche partecipato al vertice del "Vibrant Gujarat (Vibrant Gujarat Summit: India, Israel Sign Pact for Third Phase of Agriculture Project) nel 2015. Intanto a dicembre del 2014 è stato pubblicato un articolo di cronaca su The Hindu in cui si affermava che "l'India potrebbe porre fine al proprio sostegno alla causa palestinese in sede ONU".
2015
A febbraio il ministro della Difesa Moshe Ya'alon è venuto in India; nel corso della sua visita ha partecipato alla biennale di "Aero India". Ha anche incontrato il suo omologo indiano e il primo ministro Pranab Mukherjee è diventato il primo presidente dell'India a visitare Israele dal 13 al 15 di ottobre. A Mukherjee è stato quindi dato il raro onore di rivolgersi alla Knesset.
2016

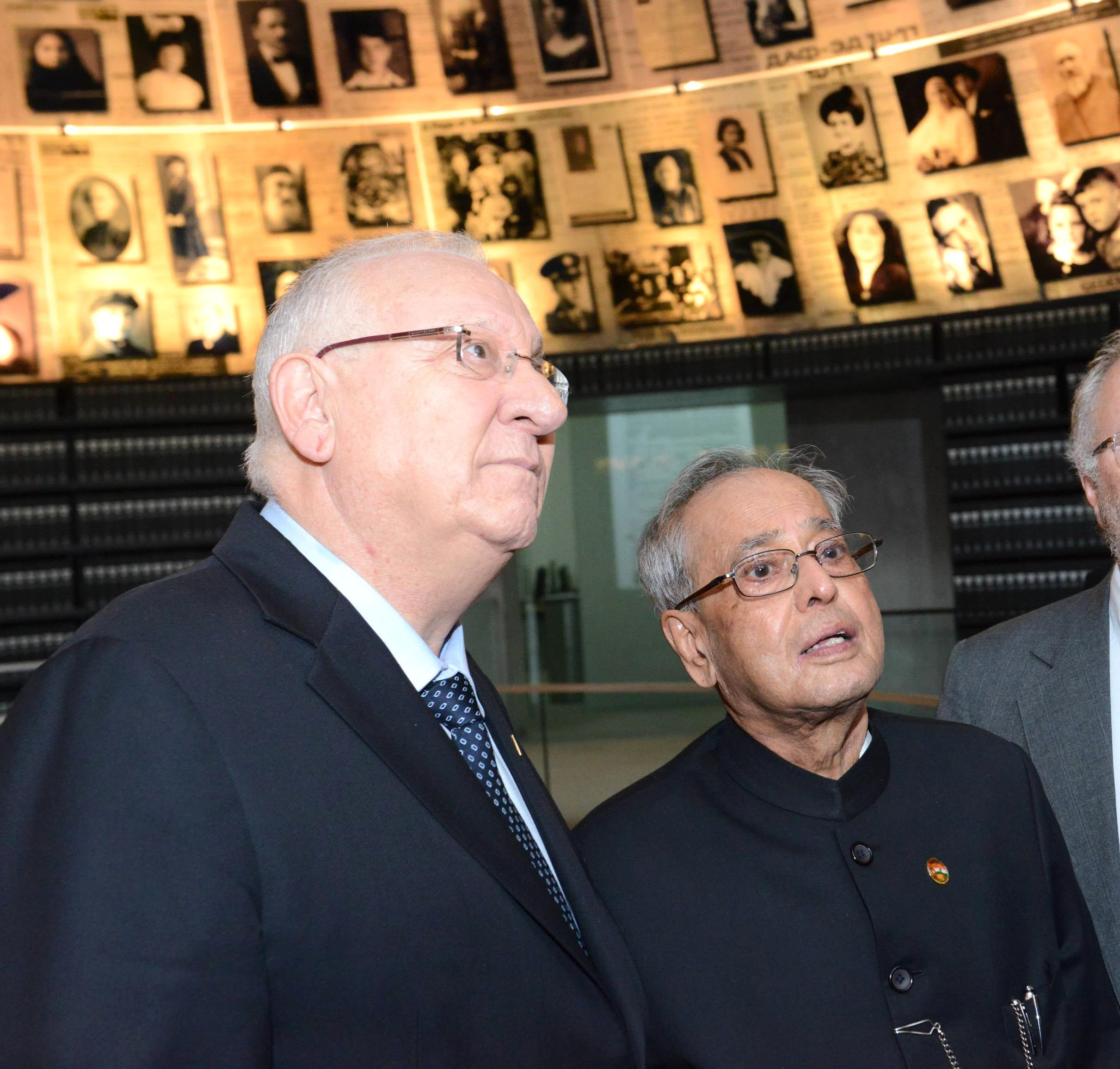
Reuven Rivlin e Pranab Mukherjee allo Yad Vashem.

Il ministro degli Esteri Sushma Swaraj ha visitato Israele a gennaio; durante la visita ha compiuto un atto di omaggio al memoriale per gli ebrei assassinati d'Europa Yad Vashem sito a Gerusalemme ed ha incontrato il premier Netanyahu, il presidente Reuven Rivlin, svariati membri del gabinetto e le comunità ebraico-indiane presenti in Terra d'Israele.
A settembre il ministro indiano dell'Agricoltura Radha Mohan Singh ha visitato Israele per rafforzare i legami di cooperazione agricola tra i due Stati; ha quindi incontrato il suo omologo Uri Ariel, dove la discussione ha riguardato le opportunità di collaborazione reciproca nel campo dell'agricoltura.
Il presidente R. Rivlin è quindi giunto in India per una settimana di visita di Stato a novembre, diventando così il 2º presidente israeliano a visitare il paese, passando da New Delhi ad Agra, Karnal, Chandigarh e Mumbai. Ha trascorso l'ultimo giorno rendendo omaggio alle vittime degli Attentati di Mumbai del 26 novembre 2008 e incontrandosi con la comunità ebraica indiana.
Israele attualmente considera l'Iran come una delle principali minacce alla sicurezza nazionale e Rivlin ha espresso questa preoccupazione negli incontri con il Primo Ministro Modi; in seguito lo stesso Rivlin ha dichiarato ai media del proprio paese che, nonostante i crescenti legami economici con entrambe le parti, il governo indiano gli aveva assicurato che l'India avrebbe sostenuto Israele nonostante i suoi precedenti rapporti con l'Iran.
Il Capo di Stato ha quindi concluso dicendo a The Jerusalem Post: "Ci assicurano che quando verrà il momento non lasceranno mai, mai, mai nessuno [agire contro] il diritto all'esistenza dello Stato di Israele".

## Visite ufficiali

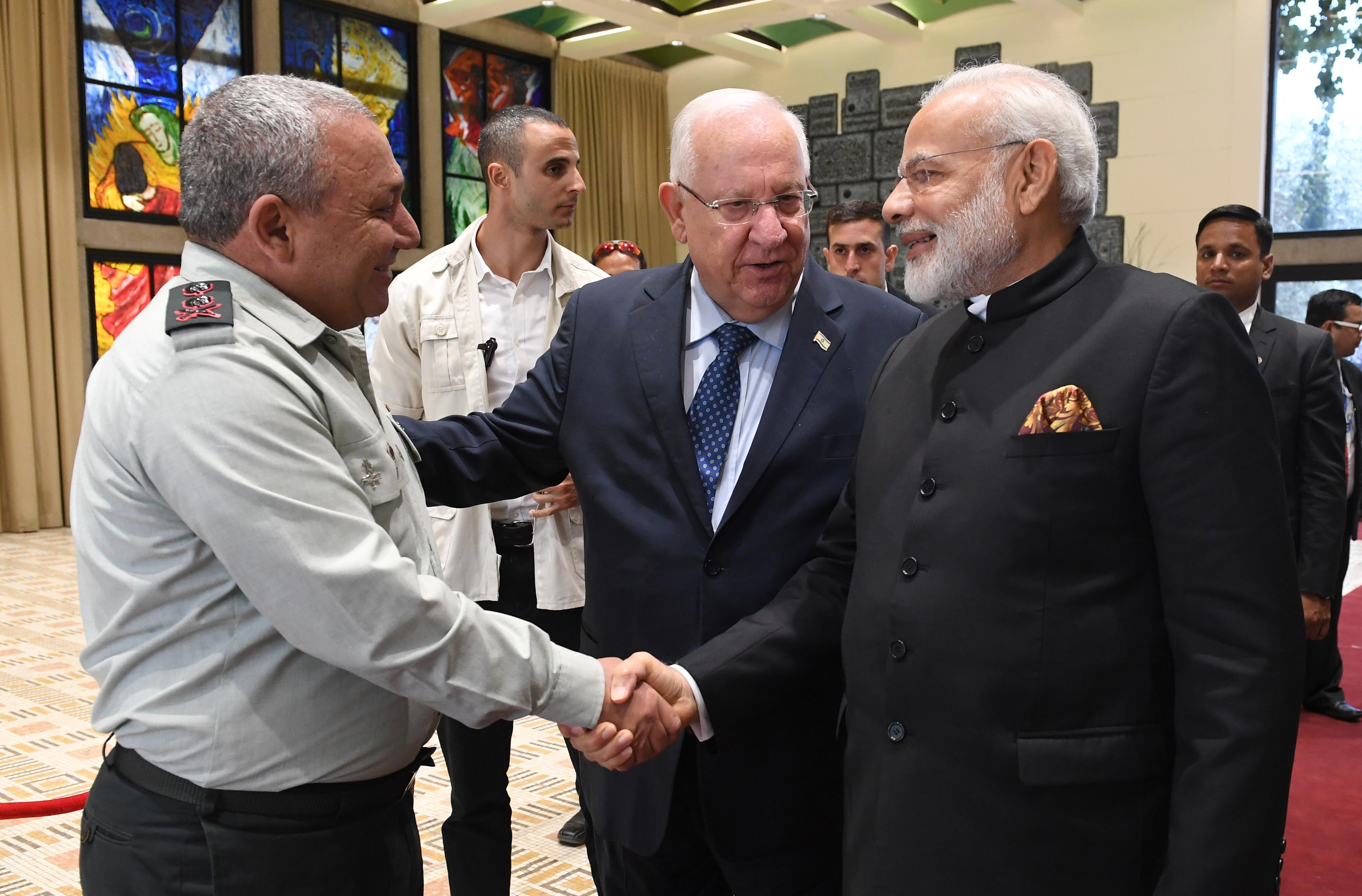
Il Ramatkal Gadi Eizenkot con Reuven Rivlin e Narendra Modi nel corso della visita di quest'ultimo in Terra di Israele.

### La visita di Modi nel 2017 in Israele
A luglio Narendra Modi è diventato il primo Primo Ministro indiano a visitare Israele; fu quindi notato che egli non visitò anche i territori palestinesi nel corso dello stesso viaggio, rompendo così quelle che erano state fino ad allora le convenzioni consolidate. Con la sola eccezione del ministro dell'Unione Rajnath Singh tutti i precedenti viaggi dei ministri indiani e del presidente Mukherjee hanno riguardato sia Israele che la Palestina. I media indiani descrissero questa mossa come la "deiscrizione" (dehyphenation) delle relazioni dell'India con i due Stati.
Come gesto personale Israele ha dedicato al leader indiano un nuovo tipo di fiore di Chrysanthemum. I mezzi di comunicazione di massa di entrambi i paesi avevano definito la visita "storica", momento in cui l'India aveva finalmente messo le sue relazioni con Israele "fuori dall'armadio". Sono quindi stati firmati ben 7 memorandum, che vengono elencati di seguito:

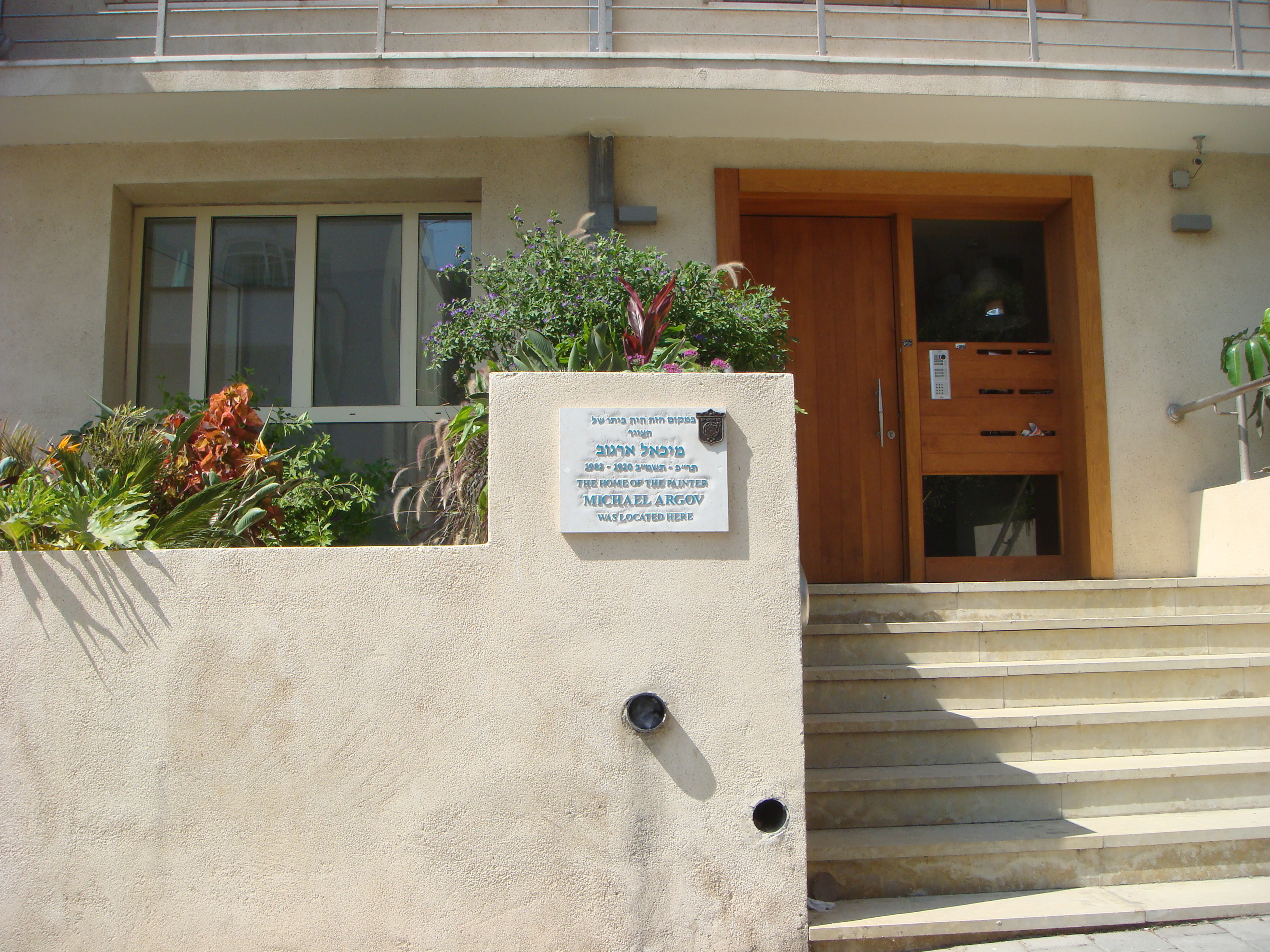
L'ingresso dell'ambasciata indiana a Tel Aviv.

1. Memorandum d'intesa per l'istituzione dell'"India-Israel Industrial Research and Development and Technological Innovation Fund" (I4F, Fondo industriale di ricerca e sviluppo e innovazione tecnologica).
2. MoU per la conservazione dell'acqua in India.
3. MoU sulla riforma delle risorse idriche statali in India.
4. Cooperazione allo sviluppo India-Israele - Programma di lavoro triennale in agricoltura 2018-2020.
5. Piano di cooperazione per quanto riguarda l'orologio atomico.
6. MoU sulla cooperazione nelle comunicazioni ottiche in spazio libero per GEO-LEO.
7. MoU sulla cooperazione nel motore elettrico per satellite artificiale di piccole dimensioni.

Anche India e Israele hanno firmato un accordo, aggiornando le loro relazioni bilaterali con un "partenariato strategico". Durante il viaggio Modi ha anche parlato degli ebrei indiani in Israele in un evento televisivo altamente seguito a Tel Aviv; tra gli sforzi compiuti per corteggiare la comunità d'immigrazione ha annunciato le carte OCI (Overseas Citizens of India) per tutti quegli ebrei indiani che hanno completato il loro servizio militare obbligatorio nelle Forze di difesa israeliane ed ha anche promesso la costruzione di un importante centro culturale indiano a Tel Aviv.

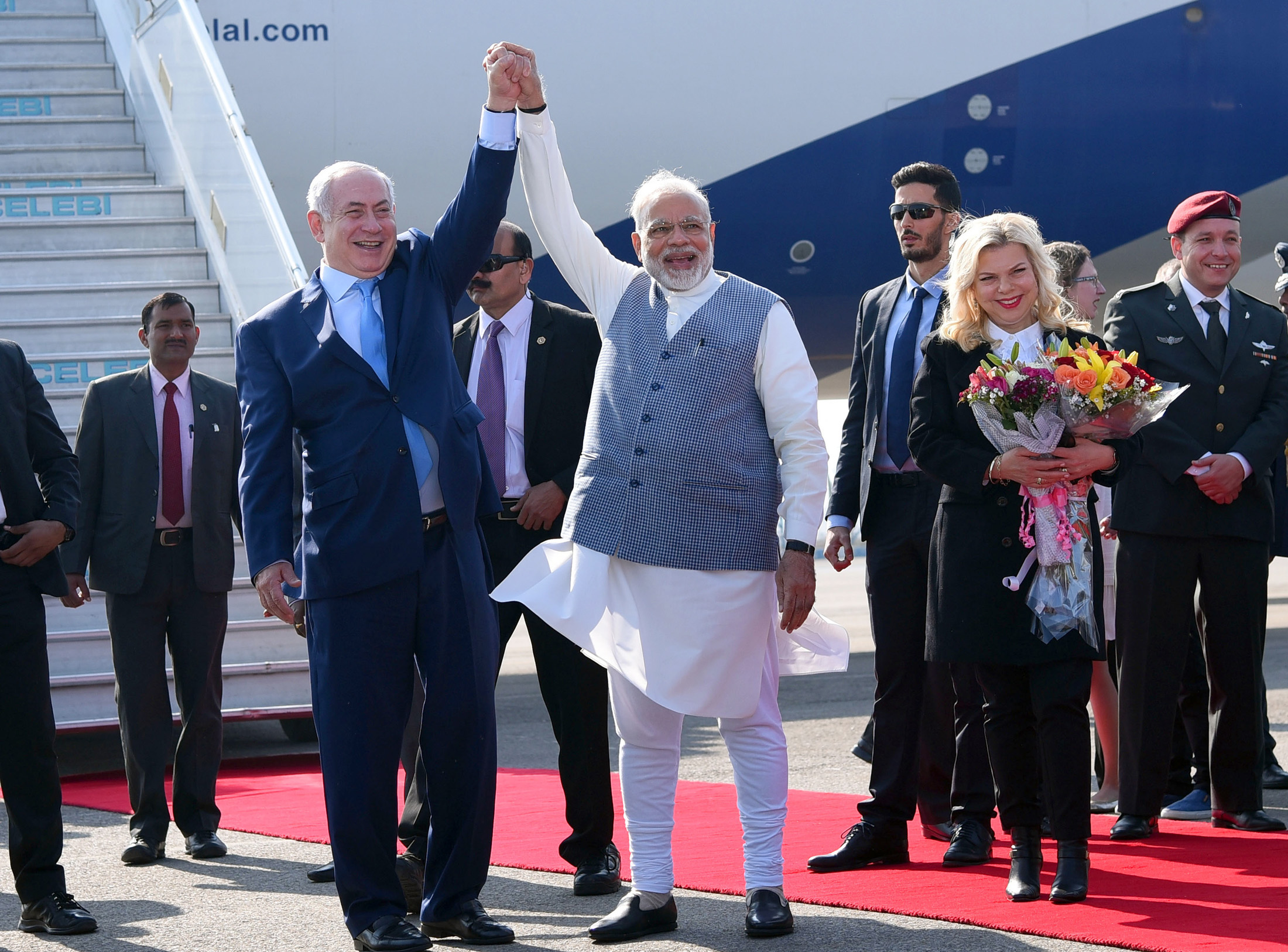
L'aarivo di Benjamin Netanyahu a Nuova Delhi accolto da Narendra Modi.

Modi ha poi visitato la città di Haifa dove ha reso omaggio ai soldati indiani dell'esercito dell'impero anglo-indiano caduti nella battaglia di Haifa (1918) e ha scoperto una speciale targa che commemora l'impegno del maggiore Dalpat Singh, sotto la cui guida la città venne liberata dall'impero ottomano al termine della prima guerra mondiale.

### La visita di Netanyahu nel 2018 in India
A gennaio si è svolta una visita ad alta copertura mediatica del premierato di Benjamin Netanyahu, in India, durante la quale sia lui che Modi si sono scambiati dei calorosi applausi reciproci; si è trattato della prima volta dopo la visita del 2003 di Ariel Sharon. Netanyahu, accompagnato da una delegazione di 130 membri, il più grande che abbia mai accompagnato un premier israeliano in visita all'estero, vuole aumentare l'esportazione in India del 25% nel corso di tre anni. Israele investirà $ 68,6 milioni in settori come il turismo, la tecnologia, l'agricoltura e l'innovazione per un periodo di quattro anni.

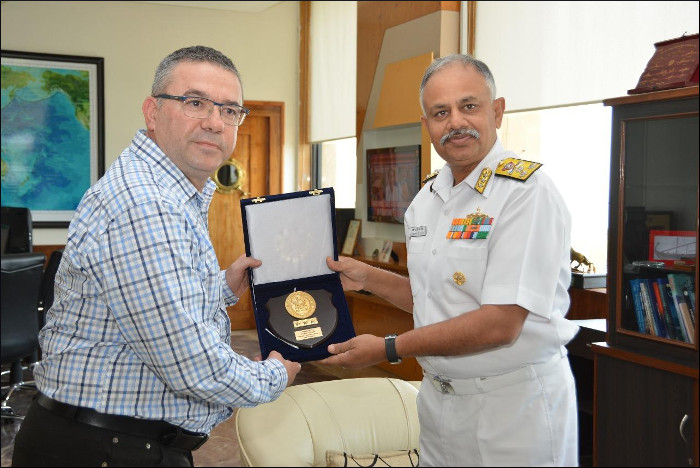
Una delegazione dell'"Israeli National Defence College" in visita a Mumbai nel 2018.

Nel corso di tale viaggio si è svolta inoltre una cerimonia commemorativa ufficiale, che ha onorato i soldati indiani che sono morti nella battaglia di Haifa del 1918, dove il "Teen Murti Chowk" - che rappresenta i lancieri di Hyderabad, Jodhpur e Mysore - è stato ribattezzato "Teen Murti Haifa Chowk".
I due paesi hanno firmato ulteriori 9 memorandum nei settori della sicurezza informatica, della produzione di petrolio e gas naturale, del trasporto aereo, dell'omeopatia, della produzione cinematografica, della tecnologia spaziale e dell'innovazione.
Netanyahu è stato anche l'ospite d'onore e ha tenuto il discorso inaugurale nella conferenza annuale strategica e diplomatica dell'India, Raisina Dialogue, dove ha evidenziato vari aspetti della storia di successo di Israele in quanto portatore di un'economia ad alta tecnologia basata essenzialmente sull'innovazione e ha anche parlato delle sfide che affliggono il Medio Oriente, pur esprimendo speranza e ottimismo per il futuro delle relazioni del suo paese con l'India.
Tra la leadership più importante che ha partecipato alla sua conferenza vi erano oltre a N. Modi anche Sushma Swaraj, l'ex presidente dell'Afghanistan Hamid Karzai, il ministro M. J. Akbar e il leader del Congresso Nazionale Indiano Shashi Tharoor.

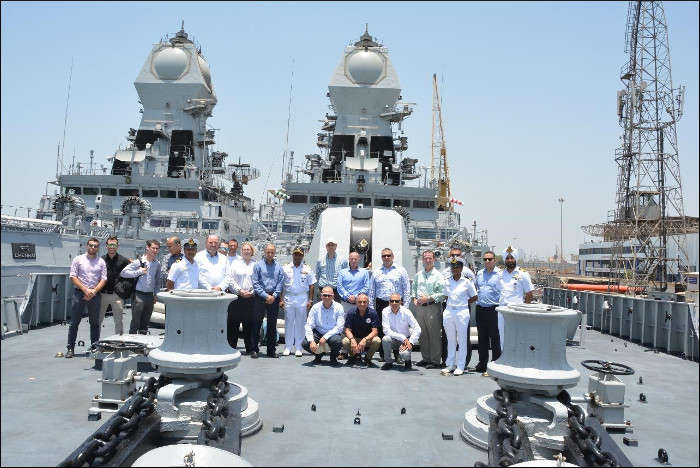
Delegazione dell'"Israeli National Defence College" a Kochi.

## Legami militari e strategici
L'India trovò presto nell'industria della difesa di Israele un'utile fonte di armi la quale avrebbe anche potuto ben fornirgli un deciso avanzamento nell'ambito della tecnologia militare; fu così che vennero stabilite le basi di un fiorente commercio, che nel 2016 raggiunse quasi $ 600 milioni, rendendo Israele la 2° fonte di equipaggiamento per le Bhāratīya Saśastra Sēnāēṃ, subito dopo la Russia.
I due paesi hanno quindi velocemente intensificato la cooperazione sia nelle iniziative militari che nel campo dell'intelligence sin dal momento dell'instaurazione di relazioni diplomatiche ufficiali; l'ascesa del pericolo rappresentato dal terrorismo islamista in entrambe le nazioni ha generato una forte alleanza strategica tra i due. Nel 2008 l'India ha lanciato un satellite militare TecSAR per Israele attraverso la sua Indian Space Research Organisation.
Nel 1996 lo Stato sud-asiatico ha acquistato 32 aeromobile a pilotaggio remoto (UAV) IAI Searcher con sensori di misurazione del supporto elettronico e un sistema di simulazione e di strumentazione di manovra per il combattimento aereo direttamente da Israele. Da allora Israel Aerospace Industries (IAI) ha stipulato diversi ed importanti contratti con le Bhāratīya Vāyu Senā, compreso il potenziamento dell'aereo da attacco al suolo Mikoyan Gurevich MiG-21 prodotto dalla Vozdušno-kosmičeskie sily e vi sono state ulteriori vendite di veicoli aerei senza pilota e bomba a guida laser.

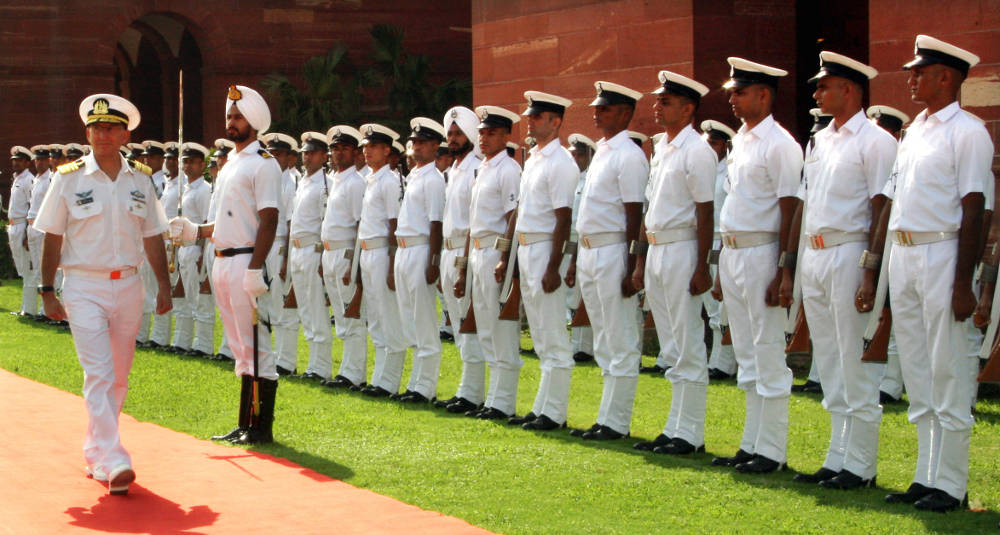
Ram Rutberg del Heil HaYam HaYisraeli passa in rassegna la guardia d'onore a Nuova Delhi nel 2015.

Nel 1997 il presidente di Israele Ezer Weizman divenne il primo capo di Stato ebraico a visitare l'India; ha potuto in tal modo incontrare il presidente dell'India Shankar Dayal Sharma, il vicepresidente dell'India Kocheril Raman Narayanan e il primo ministro Haradanahalli Doddegowda Deve Gowda in un meeting congiunto. Si è allora negoziato il primo accordo sulle armi tra le due nazioni, coinvolgendo l'acquisto del missile terra-aria (SAM) lanciato verticalmente dal Barak 1 il quale ha la capacità di intercettare il missile antinave del tipo AGM-84 Harpoon.
L'acquisto dei Barak-1 di israeliani da parte dell'India era divenuta una necessità tattica da quando il Pakistan aveva acquistato l'aereo da pattugliamento marittimo Lockheed P-3 Orion e 27 missili anti-nave Harpoon "sea-skimming" dagli Stati Uniti d'America. Lo Stato ebraico era una delle poche nazioni selezionate in un gruppo - che includeva anche la Francia e la Russia - che non condannava il test nucleare compiuto dell'India del 1998 su Pokhran-II. Nel 2000 i sottomarini israeliani avrebbero condotto test di lancio del missile da crociera in grado di trasportare testate nucleari nelle acque dell'Oceano Indiano, solo di poco al largo delle acque territoriali dello Sri Lanka.

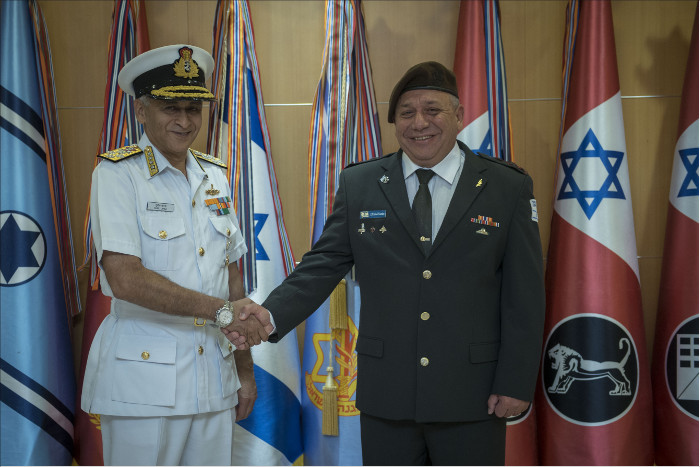
Stretta di mano tra l'ammiraglio della Marina militare dell'India Sunil Lanba e Gadi Eizenkot.

In termini strettamente navali poi Israele vede un grande valore strategico in un'alleanza con la Marina militare dell'India, dato il suo predominio di fatto sulle acque dell'intera Asia meridionale e dell'Oceano Indiano in generale; anche e soprattutto a causa della grande importanza del commercio marittimo per l'economia di Israele esso intravede quindi il potenziale di creare un'infrastruttura logistica nell'Oceano Indiano con l'aiuto prezioso e decisivo della Marina indiana.
L'India ha poi acquistato tre AWACS Phalcon-EL/W-2090 equipaggiati con apparecchiature radar IAI montate sull'aereo da trasporto IL-76 russo nel 2003 al costo di $ 1 miliardo; ha acquistato 50 droni israeliani per $ 220 milioni nel 2005; stava considerando l'acquisto del nuovo drone Harop. Sta inoltre ottenendo Hermes 450 per la produzione di missili.
Israel Aerospace Industries Ltd ha firmato un accordo da 2,5 miliardi con l'India nel 2007 per sviluppare un sistema antiaereo e missilistico a livello nazionale; questo ha rappresentato il più grande contratto di difesa nella storia di Israele fino a quel momento. L'amministratore delegato della IAI, Yitzhak Nissan, ha visitato l'alleato asiatico per finalizzare l'accordo con i capi dell'istituzione della difesa e il presidente del paese.

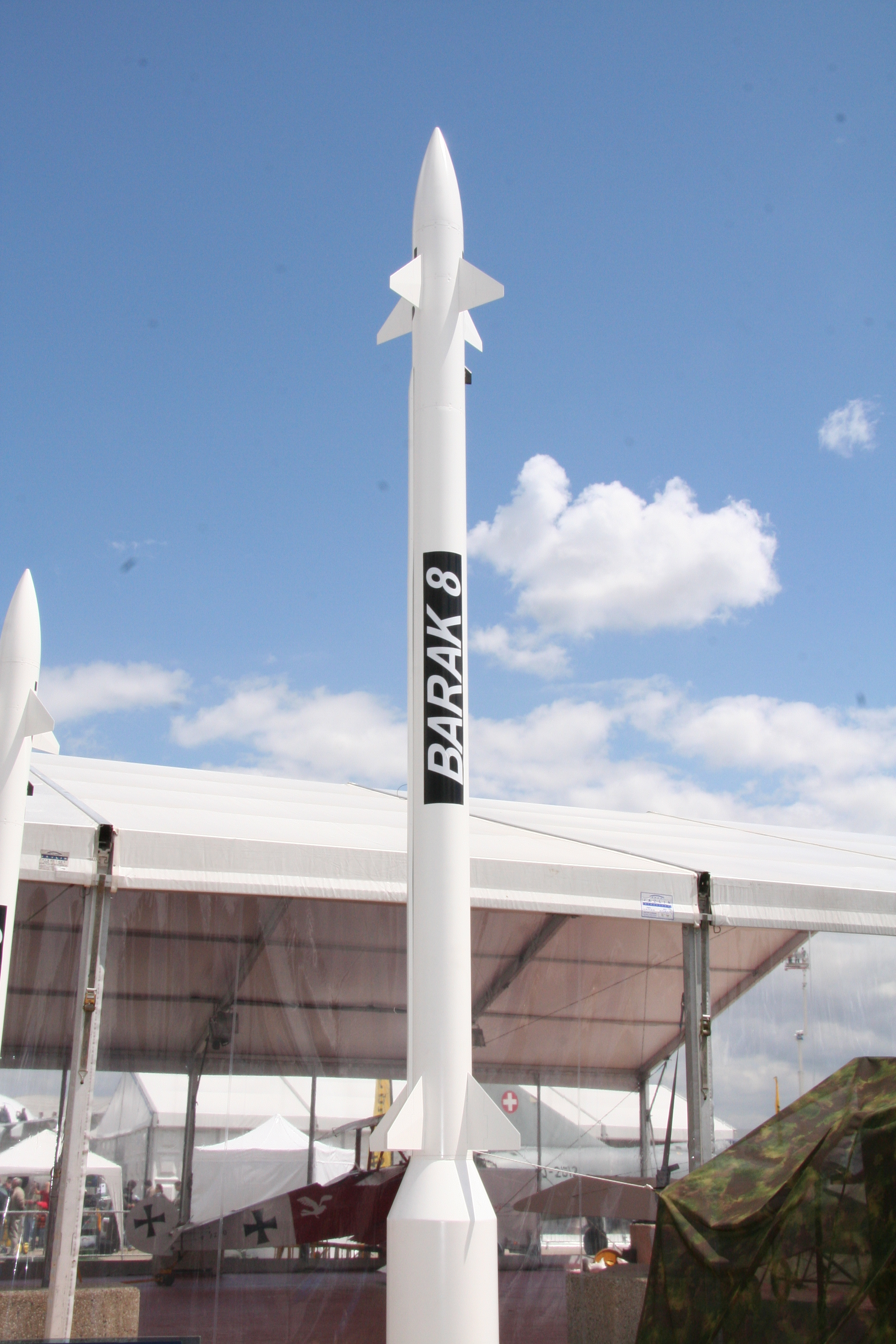
Il Barak 8 progettato da Israele appositamente per la Marina militare dell'India e la Bhāratīya Vāyu Senā.

IAI sta inoltre sviluppando il missile Barak 8 per la Marina militare e l'Aeronautica militare indiana, che è in grado di proteggere le navi marittime e le installazioni a terra sia dal missile aria-aria che da quelli da crociera; questo ha un'autonomia di oltre 70 chilometri. Il missile sostituirà l'attuale sistema russo divenuto oramai totalmente in obsolescenza, ma che aveva continuato ad essere usato fino ad allora dall'India.
Il 10 novembre del 2008 i funzionari militari indiani hanno visitato Israele per discutere progetti di sviluppo di armi comuni, vendite aggiuntive dell'equipaggiamento militare di Israele alle forze armate indiane e strategie condivise di antiterrorismo. Il nuovo ciclo di negoziati è stato visto come una significativa espansione nel partenariato di strategia militare tra i due paesi.
In seguito agli Attentati di Mumbai del 26 novembre 2008 Israele ha offerto una squadra di circa 40 forze per operazioni speciali e assistenza nell'investigazione; in quella specifica occasione Tzipi Livni ha dichiarato: "Se hanno bisogno di noi, aiuteremo dove risulti essere necessario". Magen David Adom ha inviato una squadra dotata di paramedico, medico e altri professionisti del settore per assistere gli sforzi di soccorso sulla scia degli attacchi. I giornali israeliani hanno però riferito che il governo di Manmohan Singh ha respinto l'offerta del ministro della Difesa Ehud Barak di inviare unità di contrasto al terrorismo per aiutare a combattere gli aggressori.
Nel dicembre del 2009 il tenente generale Gabi Ashkenazi, Ramatkal (il Capo di stato maggiore) delle Forze di difesa israeliane, fece una visita in India per cementare i reciproci legami nella politica di difesa; ha promesso quindi ogni aiuto possibile all'India nella guerra al terrorismo.
Nel marzo del 2011 è stato riferito che l'India avrebbe acquistato 8.356 missili anticarro israeliani Spike, 321 lanciarazzi, 15 simulatori di addestramento e attrezzature di periferica, per un valore totale di 1 miliardo di dollari statunitensi da Rafael Advanced Defense Systems. L'accordo è stato infine messo a punto dal primo ministro dell'India Narendra Modi subito dopo essere entrato in carica.

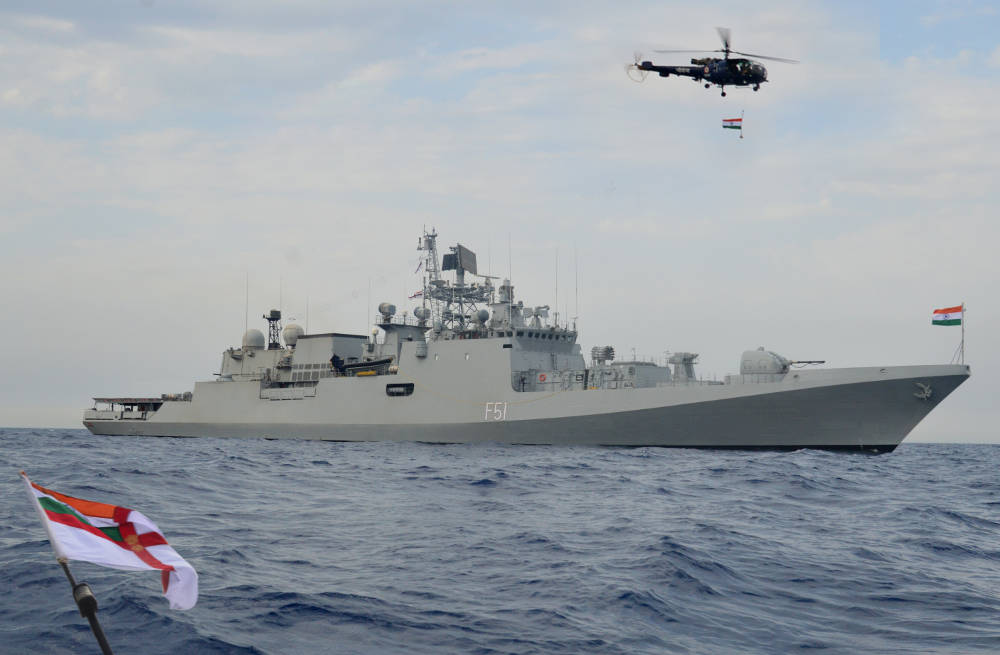
L'INS Trikand della Marina militare dell'India all'attracco nel porto di Haifa nell'agosto del 2015.

A settembre del 2015 il governo dell'India ha approvato la richiesta dell'aviazione di acquistare 10 droni Heron TP da Israel Aerospace Industries (IAI). Nell'arco di quello stesso anno una delegazione del "Centro israeliano per gli affari pubblici" di Gerusalemme ha visitato l'India, guidata dall'ex rappresentante permanente di Israele alle Nazioni Unite Dore Gold. Sono stati discussi interessi strategici condivisi, tra cui la lotta all'Islamismo radicale, la gestione delle controversie territoriali e la situazione della sicurezza in Medio Oriente e nell'Asia meridionale nel suo complesso.
Nell'ottobre del 2015 The Pioneer ha riferito che India e Israele stavano pianificando di tenere il loro primo [[Esercitazione militare
esercizio]] militare congiunto; ma la data e il luogo non sono stati annunciati.
A settembre del 2016 il governo indiano ha approvato l'acquisto di altri due AWACS Phalcon.
Nel 2017 i due paesi hanno firmato un altro accordo militare per un valore di altri 2 miliardi.

### Condivisione dell'intelligence

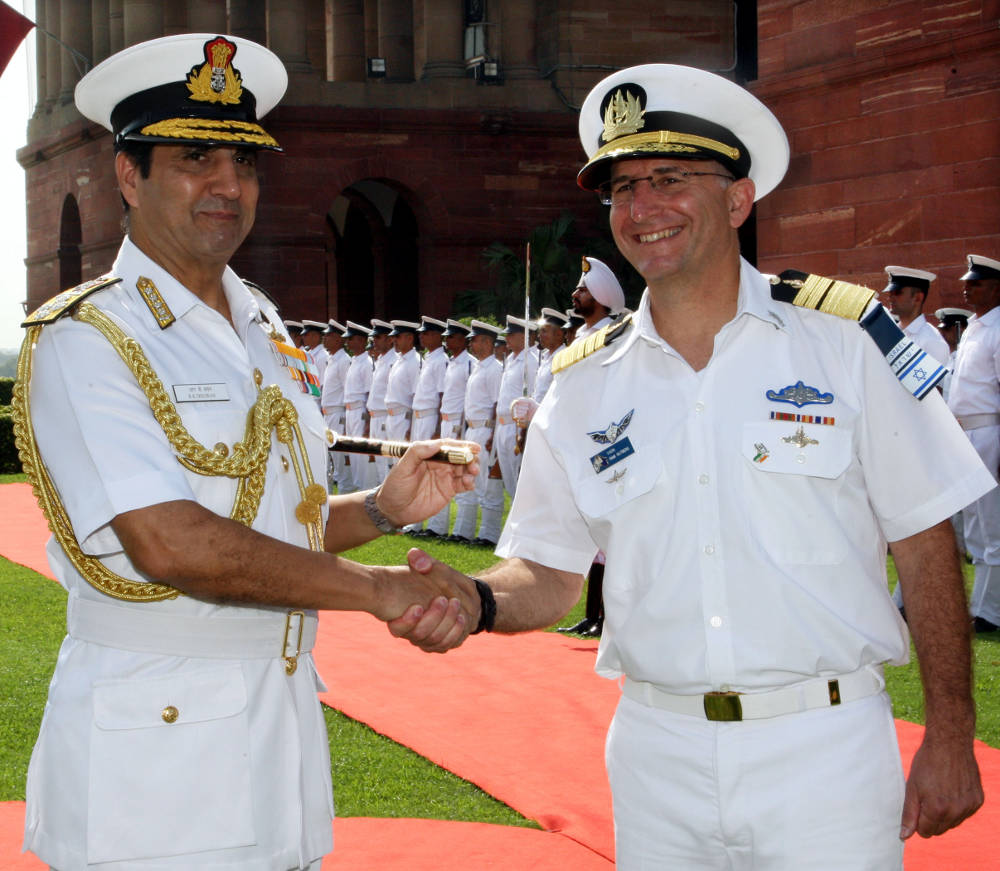
L'Ammiraglio indiano Robin K. Dhowan saluta il Viceammiraglio Ram Rutberg, comandante in capo del Heil HaYam HaYisraeli a "South Block" (Secretariat Building) di Nuova Delhi, il 24 agosto del 2015.

Quando la Research and Analysis Wing (R & AW) fu fondata nel settembre del 1968 da Rameshwar Nath Kao, egli venne consigliato dall'allora primo ministro dell'India Indira Gandhi a coltivare rapporti di stretta collaborazione con il Mossad; ciò è stato suggerito come contromisura per i collegamenti militari esistenti tra il Pakistan e la Cina, nonché con la Corea del Nord. Israele era anche preoccupato del fatto che gli alti ufficiali del Pak Fauj stavano addestrando libici e iraniani nella gestione delle attrezzature militari cinesi e nordcoreane.
Il Pakistan crede che i legami di intelligence tra India e Israele abbiano minacciato la propria sicurezza; quando i giovani turisti israeliani iniziarono a visitare la valle del Kashmir a partire dai primi anni 1990, si sospettò che fossero stati inviati lì camuffati dei militari dello Zro'a Ha-Yabasha per aiutare le forze di sicurezza indiane con operazioni di contrasto al terrorismo. I turisti vennero pertanto attaccati, con il risultato di una vittima finale e un altro rapito.
Il gruppo di pressione esercitato dalla diaspora dei musulmani del Kashmir negli Stati Uniti d'America condusse in seguito alla liberazione del turista rapito; si temette che gli attentati avrebbero potuto facilmente isolare la loro comunità e provocare quindi la reazione degli ebrei americani fino al punto da fare serie pressioni sul governo federale degli Stati Uniti d'America contro i gruppi dell'indipendentismo Kashmiro.
Un rapporto sviluppato da Rediff.com nel 2003 rivelò i legami clandestini portati avanti tra R & AW e il Mossad; nel 1996 R. K. Yadav, un ex funzionario della RAW, aveva presentato una causale sproporzionata di attività all'Alta Corte di Delhi contro Anand Kumar Verma, capo della stessa RAW tra il 1987 e il 1990. Yadav elencava otto proprietà che sosteneva essere state acquistate illegalmente da Verma utilizzando fondi non revisionati della RAW per operazioni segrete. Anche se la sua petizione per un'inchiesta del Corporate Banking Interbancario (CBI) sulle proprietà di Verma è stata respinta, Yadav è riuscito ad ottenere maggiori informazioni utilizzando l'associazione temporanea di imprese nel 2005 e ha archiviato un altro caso nel 2009.

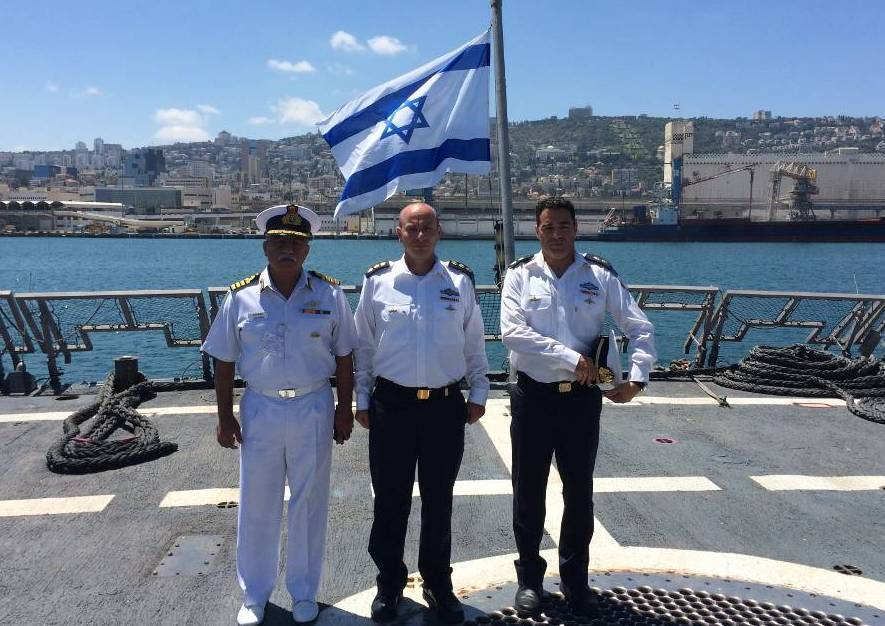
Il capitano della INS Trikand con i comandanti delle flottiglie di Haifa e Eilat.

Nel 2013 il CBI ha finalmente condotto un'indagine sulle proprietà di Verma. I procedimenti hanno rivelato i nomi di due società quotate da RAW nel 1988 - "Piyush Investments" e "Hector Leasing e Finance Company Ltd." Le società erano guidate da due alti funzionari RAW, V. Balachandran e B. Raman; essi si ritirarono rispettivamente nel 1994 e nel 1995. Le società erano elencate come camere di commercio che si occupavano di diversi tipi di minerali, automobili, tessuti, metalli e pezzi di ricambio, sostenendo anche di produrre film. Acquistarono due appartamenti a "Gauri Sadan", un edificio residenziale sull'Hailey Road a Nuova Delhi nel marzo del 1989 per 23 lakh.
India Today ha riferito poi che i due appartamenti erano case sicure del RAW utilizzate come fronti operativi per agenti segreti del Mossad e che ne ospitavano il capo della cellula locale tra il 1989 e il 1992; secondo quanto rivelato RAW aveva stabilito legami ancora più stretti con il Mossad e la successiva operazione era stata approvata dall'allora primo ministro Rajiv Gandhi.
Il quotidiano cita "gli addetti ai lavori RAW" dicendo che i loro agenti nascondono un collega del Mossad dotato di un passaporto argentino e che scambiano informazioni e competenze nelle rispettive operazioni, compresi i negoziati per la liberazione del turista israeliano dalle mani dei militanti dello Jammu Kashmir Liberation Front nel giugno del 1991. Interrogato sul caso Verma ha rifiutato di parlare delle società, ma ha affermato che il suo rapporto con loro era puramente professionale.

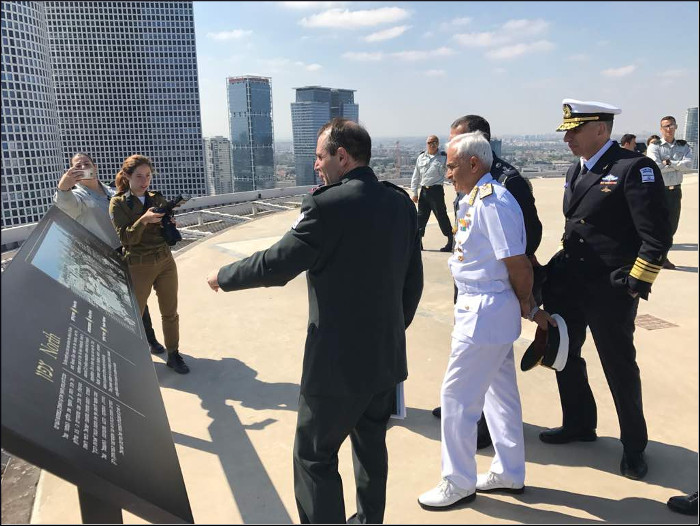
L'ammiraglio Suni Lamba in visita al quartier generale delle Forze di difesa israeliane.

Raman ha dichiarato: "A volte le agenzie di spionaggio fanno galleggiare le compagnie per ragioni operative; quello che posso dire è che tutto è stato fatto con la piena approvazione governativa. Le operazioni sono state approvate dall'allora premierato di R. Gandhi e dal suo segretario personale di gabinetto. È vero che abbiamo fatto un gran numero di operazioni, ma in ogni fase abbiamo sempre mantenuto il Segretariato e il Primo Ministro nel circuito informativo".
Nel novembre del 2015 The Times of India ha riferito che agenti del Mossad e dell'MI5 stavano proteggendo il primo ministro Narendra Modi durante la sua visita in Turchia. Modi si trovava in visita di Stato nel Regno Unito e doveva partecipare al summit del G20 del 2015 tenutosi ad Adalia. Il giornale ha asserito che gli agenti erano stati chiamati a fornire una copertura aggiuntiva ai dettagli della sicurezza per Modi, composti dal "Gruppo speciale di protezione indiano" e da agenti segreti di RAW e Intelligence Bureau (IB), in seguito agli Attentati di Parigi del 13 novembre 2015.
Nel 2017 l'India ha partecipato per la prima volta all'esercitazione della "Blue Flag" nella base della Heyl Ha'Avir di Uvda, dove ha schierato la sua elitaria forza commando "Garud" e un aereo da trasporto Lockheed C-130 HerculesJ dal suo squadrone "Veiled Vipers". Le forze speciali dei rispettivi paesi hanno pertanto condotto una serie di esercizi tattici congiunti, che comprendevano anche la protezione delle risorse strategiche, l'infiltrazione del terreno e l'evacuazione.

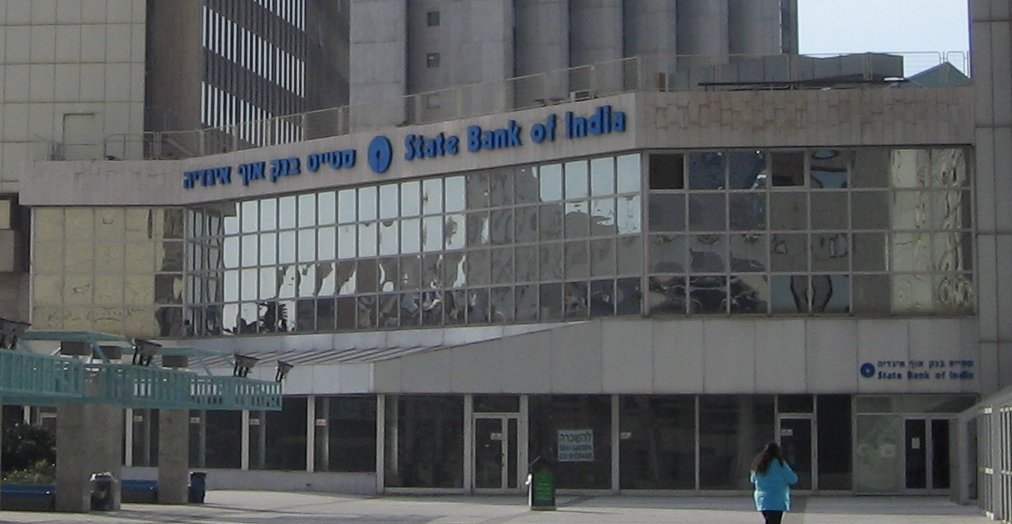
La sede della State Bank of India a Ramat Gan, distretto di Tel Aviv.

## Commercio
Il commercio bilaterale è cresciuto da $ 200 milioni nel 1992 a $ 4,52 miliardi nel 2014.
A partire dal 2014 l'India è il 10° più grande partner commerciale e fonte di importazione di Israele e 7° fonte di esportazione. Le maggiori esportazioni dell'India verso Israele comprendono pietre preziose e metallo, prodotti chimici organici, apparecchiature di elettronica, materie plastiche, veicoli, macchinari, motori, pompe idrauliche, abbigliamento e prodotti dell'industria tessile più attrezzature mediche e tecniche.
Le importazioni israeliane dall'India sono ammontate a 2,3 miliardi di dollari, pari al 3,2% delle importazioni totali nel 2014. Le principali esportazioni israeliane verso l'India comprendono pietre preziose e metalli, apparecchiature elettroniche, fertilizzante, macchine, motori, pompe, attrezzature mediche e tecniche, prodotti chimici organici e inorganici, sale, zolfo, roccia, cemento e plastica.
Le esportazioni israeliane verso l'India sono ammontate a $ 2,2 miliardi o al 3,2% delle esportazioni complessive nel 2014. I due paesi hanno anche firmato un "Accordo per evitare le doppie imposizioni fiscali".
Nel 2007 Israele ha proposto di avviare i negoziati per un accordo di libero scambio e, tre anni dopo, il primo ministro dell'India Manmohan Singh ha deciso di accettare; l'accordo si concentrerà quindi su molti settori economici chiave, tra cui tecnologia dell'informazione, biotecnologia, gestione delle risorse idriche, prodotti dell'industria farmaceutica e agricoltura.
Nel 2013 il ministro dell'Economia israeliano Naftali Bennett ha previsto un raddoppio del commercio da $ 5 a $ 10 miliardi tra i due paesi, se un tale accordo si fosse concluso positivamente. A partire dal 2015 i negoziati pertanto continuano, con entrambe le parti che stanno considerando la possibilità di avviare un rapporto commerciale più stretto sui beni, seguito da accordi separati sul settore dell'investimento e del servizio.
Le importazioni israeliana dall'India ammontano a $ 2 miliardi o al 3,5% delle importazioni totali nel 2015. I 10 principali prodotti esportati dall'India verso Israele sono stati:
1. Gemme, metallo prezioso e moneta: $ 973,6 milioni
2. Composto organico: $ 296,5 milioni
3. Apparecchiature elettroniche: 121,2 milioni di dollari
4. Attrezzature mediche e tecniche: $ 59,3 milioni
5. Materie plastiche: $ 56,4 milioni
6. Veicoli: $ 44,4 milioni
7. Componenti per macchina: $ 38,1 milioni
8. Altro tessuto per abbigliamento: $ 31,8 milioni
9. Vestiti a maglia o all'uncinetto: $ 31,6 milioni
10. Abbigliamento (non maglia o uncinetto): $ 30,8 milioni

Le esportazioni israeliana verso l'India ammontano a $ 2,3 miliardi o al 3,8% delle esportazioni complessive nel 2015. Le 10 principali materie prime esportate da Israele verso l'India sono state:
1. Gemme, metalli preziosi e monete: $ 933,7 milioni
2. Apparecchiature elettroniche: $ 389,3 milioni
3. Attrezzature mediche e tecniche: $ 180,7 milioni
4. Prodotti in ferro o acciaio: $ 170,3 milioni
5. Fertilizzanti: $ 157 milioni
6. Macchinari: $ 110,9 milioni
7. Prodotti chimici organici: $ 69,8 milioni
8. Altri prodotti chimici: $ 44,2 milioni
9. Composto inorganico: $ 43,6 milioni
10. Plastica: $ 29,5 milioni

## Collaborazione scientifica e tecnologica
Nel 1993, durante la visita in India dell'allora ministro degli esteri israeliano Shimon Peres, si firmò un accordo su scienza e tecnologia il quale consentiva una cooperazione scientifica diretta tra i due governi; tra le aree specifiche di cooperazione vennero comprese la tecnologia dell'informazione, la biotecnologia, il laser e l'elettro-ottica. Inoltre un comitato congiunto per monitorare la collaborazione reciproca è stato istituito e fissato per incontrarsi e fare il punto della situazione a cadenza biennale.
Nel 1994 è stato istituito un fondo congiunto di scienza e tecnologia da 3 milioni di dollari per facilitare la collaborazione in materia di ricerca e sviluppo. Nel 1996 gli scienziati indiani hanno partecipato ad un seminario sulla scienza dei materiali avanzati in Israele; l'anno successivo i loro omologhi israeliani hanno partecipato ad un seminario sulle biotecnologie a Nuova Delhi. Nel 1998 India e Israele condividevano 22 progetti di ricerca in corso; un simposio congiunto sul genoma umano si è tenuto a Gerusalemme, dove hanno preso parte sei scienziati indiani.
Nel novembre del 1999 sono state concordate quattro proposte di progetti di ricerca congiunti nel campo della ricerca sul genoma. Nel 2000 sono stati concordati ancora più progetti congiunti relativi alla ricerca sul genoma e in India si è svolto un seminario sullo status raggiunto in questo campo.
All'inizio del 1999 più di 20 scienziati israeliani hanno partecipato ad un simposio sulla fisica della materia condensata a Delhi. Nel 2001 un simposio simile si è tenuto a Gerusalemme, con la partecipazione di 18 scienziati indiani. Nel 2003 entrambi i paesi hanno discusso il raddoppiamento dei loro investimenti nell'attuale status di collaborazione scientifica e tecnologica portandoli a $ 1 milione ciascuno a partire dall'ottobre dell'anno seguente.
Nel 2005 l'India e Israele hanno firmato un memorandum d'intesa per istituire un fondo di incoraggiamento per gli investimenti bilaterali nella ricerca industriale e nello sviluppo di progetti specifici; secondo l'accordo almeno una società indiana e una israeliana devono collaborare ad un progetto comune per poter qualificarsi nell'ottenimento del fondo. Dal 2006 al 2014 il fondo, denominato i4RD, è stato utilizzato in ben sette progetti.
Nel 2012 i due paesi hanno firmato un accordo quinquennale di ricerca accademica da 50 milioni di dollari per promuovere la ricerca collaborativa in una vasta gamma di discipline, tra cui tecnologia medica e informatica, scienze sociali e biologia, discipline umanistiche e arte.
Nel 2012 Israele ha dichiarato la sua intenzione di aumentare la cooperazione tecnologica ed economica con lo Stato indiano del Bihar nei campi dell'agricoltura, della gestione delle risorse idriche, dell'energia solare e dell'assicurazione sanitaria. Entro i due anni seguenti lo Stato ebraico ha messo a punto i piani per aprire due centri di eccellenza agricola nel Bihar, concentrandosi innanzitutto sull'aumento della produttività delle colture di ortaggio e mangifera indica.
Israele si è offerto di aiutare il governo dell'India con un progetto per la pulizia del Gange. Una delegazione israeliana ha visitato l'India nell'agosto del 2015 ed ha incontrato i funzionari del "Ministero delle risorse idriche dell'Unione", "Sviluppo del fiume" e "Ganga Rejuvenation". L'ambasciatore israeliano Daniel Carmon ha anche invitato il "ministro per lo sviluppo urbano e gli affari parlamentari", M. Venkaiah Naidu, a offrire l'esperienza di Israele nella gestione delle risorse idriche per combattere la scarsità d'acqua.
Ohad Horsandi, portavoce dell'ambasciata israeliana a Nuova Delhi, ha dichiarato che Israele era desideroso di aiutare l'India a soddisfare il suo fabbisogno idrico per l'agricoltura e l'uso umano e che stava spingendo per ulteriori accordi tra i reciproci governi.
Subito dopo la visita del Primo ministro dell'India Narendra Modi in Israele nel 2017 vi è stata una crescente richiesta di collaborazione sullo sviluppo dell'innovazione; la "National Association of Software and Services Companies" (NASSCOM), l'associazione di categoria sui servizi professionali non-profit con sede in India, insieme alla società di consulenza Accenture ha pubblicato il rapporto di Collaborative Innovation: The Vehicle Driving Indo-Israel Prosperity, per evidenziare le aree di collaborazione sia scientifica che tecnologica in atto.
Inoltre l'organizzazione non a scopo di lucro "TAVtech Ventures" sta lanciando un programma che mette in contatto studenti di Israele e Stati Uniti d'America con studenti indiani locali per trovare startup tecnologiche.

### Collaborazione spaziale
Nel 2002 è stato firmato un primo accordo di cooperazione per la promozione della collaborazione spaziale tra le due nazioni.

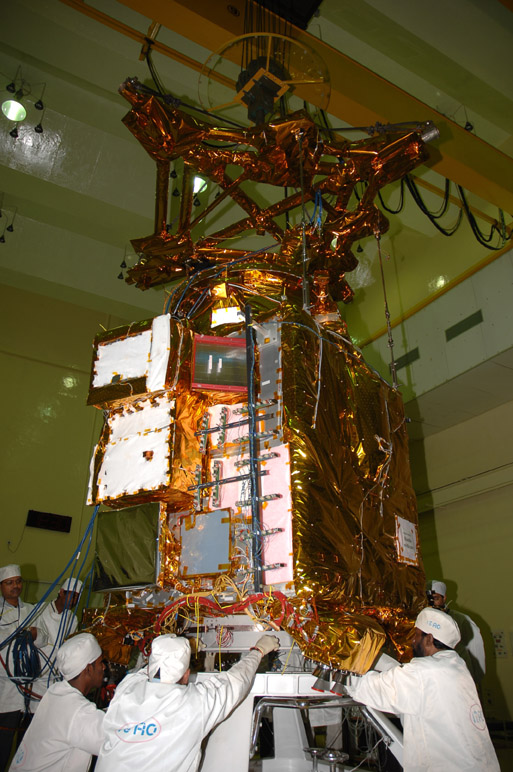
Il Chandrayaan-1.

Nel corso dell'anno a seguire l'Agenzia spaziale israeliana (ISA) espresse l'interesse a collaborare con l'Indian Space Research Organisation (ISRO) nell'uso del satellite artificiale per una migliore gestione della terra e di altre risorse. Israele ha anche espresso il proprio interesse a partecipare alla missione proposta dall'ISRO di inviare una navetta spaziale robotica (Chandrayaan-1) all'esplorazione della Luna
Inoltre i due paesi hanno firmato un accordo che illustra lo schieramento di TAUVEX (Tel Aviv University Ultraviolet Explorer), una schiera di telescopi spaziali israeliani, sul GSAT-4 indiano, una rete satellitare nonché Sistema satellitare globale di navigazione e comunicazione già in via di avanzata progettazione.
Nel 2010 l'array TAUVEX è stato rimosso da GSAT-4 dall'ISRO e l'array non è mai stato successivamente lanciato. Lo stesso GSAT-4 non è stato lanciato a causa del fallimento del suo motore a razzo con combustibile criogenico.

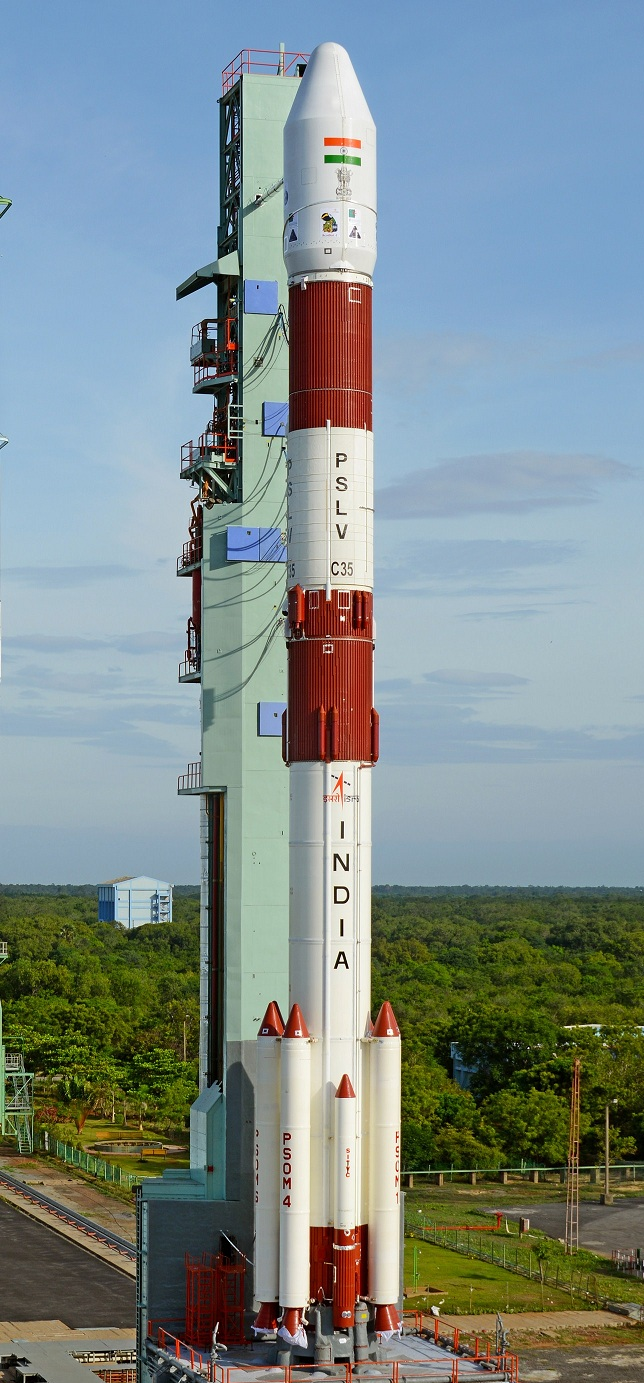
Il Polar Satellite Launch Vehicle.

Nel 2005 Israele ha deciso di lanciare TecSAR, il suo primo satellite per telerilevamento radar ad apertura sintetica, sul Polar Satellite Launch Vehicle (PSLV) indiano.
La scelta è stata fatta a causa delle preoccupazioni israeliane sull'affidabilità e sui limiti tecnici del proprio vettore Shavit, da considerazioni economiche e anche per il desiderio di Israele di aumentare la cooperazione strategica con l'India.
Nel 2008 TecSAR è stato inserito con successo in orbita da PSLV; una delle sue funzioni principali è quella di monitorare tutte le eventuali attività militari dell'Iran.
Nel 2009 l'India ha lanciato con successo il RISAT-2, un satellite per imaging radar ad apertura sintetica; esso è stato prodotto da Israel Aerospace Industries (IAI), in collaborazione con ISRO. Il lancio mirava a fornire all'India una maggiore potenza di osservazione della terra, il che migliorerebbe la gestione delle calamità ed aumenterebbe di contro le capacità di sorveglianza e sicurezza nazionale
>
.
L'acquisizione e il successivo lancio sono stati accelerati dopo gli attentati di Mumbai del 26 novembre 2008 per potenziare le future capacità di sorveglianza della nazione Sud-asiatica.

### Cooperazione agricola
L'India ha scelto Israele come partner strategico (G2G) nel campo dell'agricoltura. Questo partenariato si è evoluto nel "Progetto agricolo indo-israeliano" (IIAP), nell'ambito dell'"Indo Israel Action Plan" basato su un MOU firmato dai rispettivi ministri dell'agricoltura nel 2006. La partnership mira a introdurre la diversità delle colture, aumentare la produttività agricola ed infine anche aumentare l'efficienza nell'utilizzo dell'acqua potabile.
L'IIAP è stato avviato nel 2009 dopo la firma dell'accordo bilaterale di tre anni prima; esso è implementato attraverso la creazione di "Centri di eccellenza" (CoE) in cui la tecnologia israeliana e il know-how vengono diffusi su misura per le condizioni locali del subcontinente indiano. Sono quindi state canalizzate tre fasi di IIAP ognuna delle quali di durata triennale (2009-2012, 2012-2015, 2015-2018). Nei 16 Stati federati e territori dell'India che sono stati invitati a partecipare 22 CoE sono attualmente in una fase di piena attività.
Riconoscendo il successo ottenuto con il programma MIDH MASHAV IIAP attuato durante l'ultimo decennio, un ulteriore programma di lavoro triennale in agricoltura "2018-2020" è stato firmato tra il "ministero dell'Agricoltura e il benessere degli agricoltori della Repubblica dell'India" e MASHAV (Agency for International Development Cooperation in the Ministry of Foreign Affairs).
Il Ministero degli affari esteri israeliano ha incrementato la catena del valore dimostrata con il Centro di eccellenza indo-israeliano pienamente operativo, introducendo nuove componenti tra cui il "Centro di eccellenza indo-israeliano per l'allevamento e la pastorizia, Hisar" (Indo-Israeli Centre of Excellence for Animal Husbandary & Dairying, Hisar). Centre of Excellence (CoE) è una piattaforma per il trasferimento delle conoscenze e l'agro-tecnologia israeliana; come obiettivo il CoE mira a servire l'agricoltore concentrandosi su un raccolto chiave. Ogni CoE è composto da gestione dei vivai, tecniche di coltivazione, irrigazione e fertirrigazione.
Sempre nel 2008 le parti hanno finalizzato un piano agricolo che introduce colture originarie del Medio Oriente e dell'area del Mar Mediterraneo in India, con una particolare attenzione data alle olive; successivamente circa 112.000 ulivi sono stati piantati nel deserto del Thar. Nel 2014 sono state prodotte oltre 100 tonnellate di olive in Rajasthan.

## Cooperazione nelle risorse energetiche
Con la recente scoperta del giacimento di gas naturale "Tamar e Levianthan" al largo della costa israeliana, l'India è stata uno dei primi paesi a fare offerte per poter ottenere una licenza di esplorazione al fine di estrarre e importare gas dallo Stato ebraico.
La multinazionale Oil and Natural Gas Corporation (ONGC) "Videsh", la "Bharat PetroResources", "Indian Oil" e "Oil India" hanno ricevuto una licenza di esplorazione concessa loro dal governo di Israele, un chiaro segno distintivo della continua diversificazione nei legami tra i due paesi.

## Legami culturali e opinione pubblica
Nel 2011, artisti e appartenenti al mondo della cultura dell'India sono giunti in Israele per partecipare ad un festival di tre settimane per commemorare l'anniversario dei 20 anni di relazioni diplomatiche tra i due paesi; secondo l'ambasciatore Navtej Sarna lo scopo era quello di migliorare ulteriormente le relazioni bilaterali esistenti, facilitando una maggiore comprensione reciproca e della cultura di Israele.
Secondo uno studio internazionale del 2009 commissionato dal Ministero degli affari esteri israeliano, il più alto livello di simpatia nei confronti di Israele si può trovare in India, con il 58% degli intervistati che dimostrano approvazione. Come poi riportato nel 2015 i sondaggi di opinione condotti in India hanno mostrato che il 70% e oltre degli intervistati avevano opinioni favorevoli nei riguardi di Israele.
Sempre nel 2015 l'Assemblea generale delle Nazioni Unite ha votato all'unanimità a favore dell'adozione del 21 giugno come giornata internazionale dello yoga. In un chiaro segnale di crescente affinità tra i due paesi l'Ambasciata indiana a Tel Aviv organizza celebrazioni annuali del "giorno dello yoga", dove israeliani di ogni classe sociale prendono parte a vari esercizi. Lo yoga ha dimostrato di essere immensamente popolare in Israele ed è un segno dell'interconnessione culturale di Israele con l'India.

## Turismo
Circa 40.000 israeliani, molti dei quali hanno appena terminato il servizio militare in Israele, visitano l'India ogni anno. Vi sono dozzine di centri comunitari gestiti dal movimento Chabad Lubavitch, dove innumerevoli cittadini d'Israele celebrano le vacanze e osservano le tradizioni religiose.

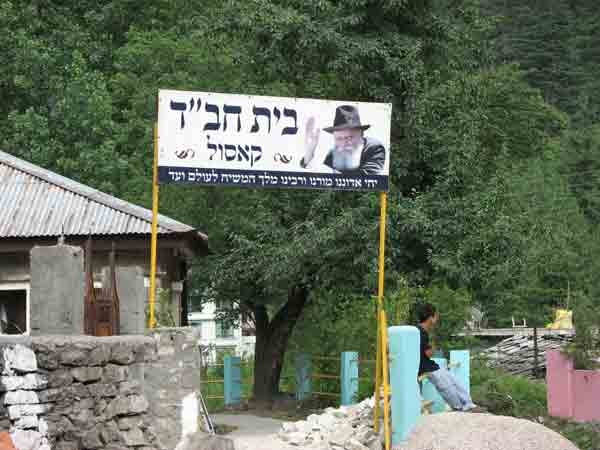
insegna in lingua ebraica a Kasol, Himachal Pradesh.

Tra le destinazioni maggiormente popolari c'è Goa, la catena montuosa dell'Himalaya, Old Manali, il villaggio di Vashisht, Naggar, Kasol nel distretto di Kullu e i villaggi che circondano Dharamsala. In molte di queste aree i segni distintivi della lingua ebraica apposti sulle imprese e sul trasporto pubblico sono ampiamente percepibili.

Il numero di turisti indiani in visita in Israele ha toccato i 15.900 nell'anno 2000; nel 2010 la cifra era aumentata fino a toccare le 43.439 unità. Nel 2014 il numero era stato di 34.900. Una destinazione assai popolare per i turisti orientali è Gerusalemme. Per una parte del 2010 i turisti indiani si sono rivelati essere i più grandi spendaccioni, con una media $ 1.364 a persona; la spesa turistica media in Israele durante questo periodo si attestava a $ 1.091.
Nel 2011 i rappresentanti di entrambi i paesi si sono incontrati a Delhi e hanno progettato di migliorare il turismo attraverso la collaborazione nei settori della gestione e della promozione della destinazione, nonché dello sviluppo della manodopera. Sono stati discussi anche i piani per l'operatore turistico e l'agenzia turistica in entrambi i paesi per il coordinamento.
Nel 2015 600 agenti di viaggio provenienti dall'India sono arrivati in Israele per la conferenza annuale della "Federazione degli agenti di viaggio dell'India", quindi sono stati discussi i modi per ridurre la barriera architettonica; attualmente El Al Airlines vola tra Tel Aviv e Mumbai, mentre Air India tra Delhi e Tel Aviv.
Nel marzo del 2018 Air India, con il numero di volo AI139, è stata la prima compagnia aerea a volare senza scali da Nuova Delhi a Tel Aviv attraversando lo spazio aereo dell'Arabia Saudita, ribaltando in tal modo un divieto di sorvolo su Israele che era durato 70 anni. Attualmente Air India è l'unica compagnia aerea al mondo a cui sia stato concesso un tale permesso e ciò indica un miglioramento dietro le quinte nei rapporti tra Israele e il mondo arabo.
Il nuovo volo impiega circa 7 ore per attraversare la distanza tra India e Israele, che è di 2 ore e 10 minuti più breve rispetto alla rotta intrapresa da EL AL da Mumbai a Tel Aviv; il successo ottenuto dal percorso ha spinto la compagnia ad aumentare la frequenza portandolo ad un volo giornaliero.
Tra il 2017 e il 2018 Israele ha osservato un aumento costante del numero di turisti indiani nel paese. Verso uno sforzo supplementare per incrementare il turismo proveniente dall'India il governo di Israele ha semplificato le procedure di ottenimento del visto d'ingresso per tutti quegli indiani che hanno già usufruito dei visti provenienti da Canada, Australia, Stati Uniti d'America, Spazio Schengen o lo stesso Israele e che hanno completato il viaggio verso questi paesi.
Anche le spese di elaborazione dei visti per i candidati indiani sono state ridotte rispetto all'originale da 1.700 rupie a 1.100. Nel corso del 2017 gli arrivi turistici indiani in Israele sono aumentati del 31%, con oltre 60.000 persone che hanno visitato il paese mediorientale entro l'anno in corso. Israele prevede di raggiungere un obiettivo di oltre 100.000 presenze per l'anno 2018.

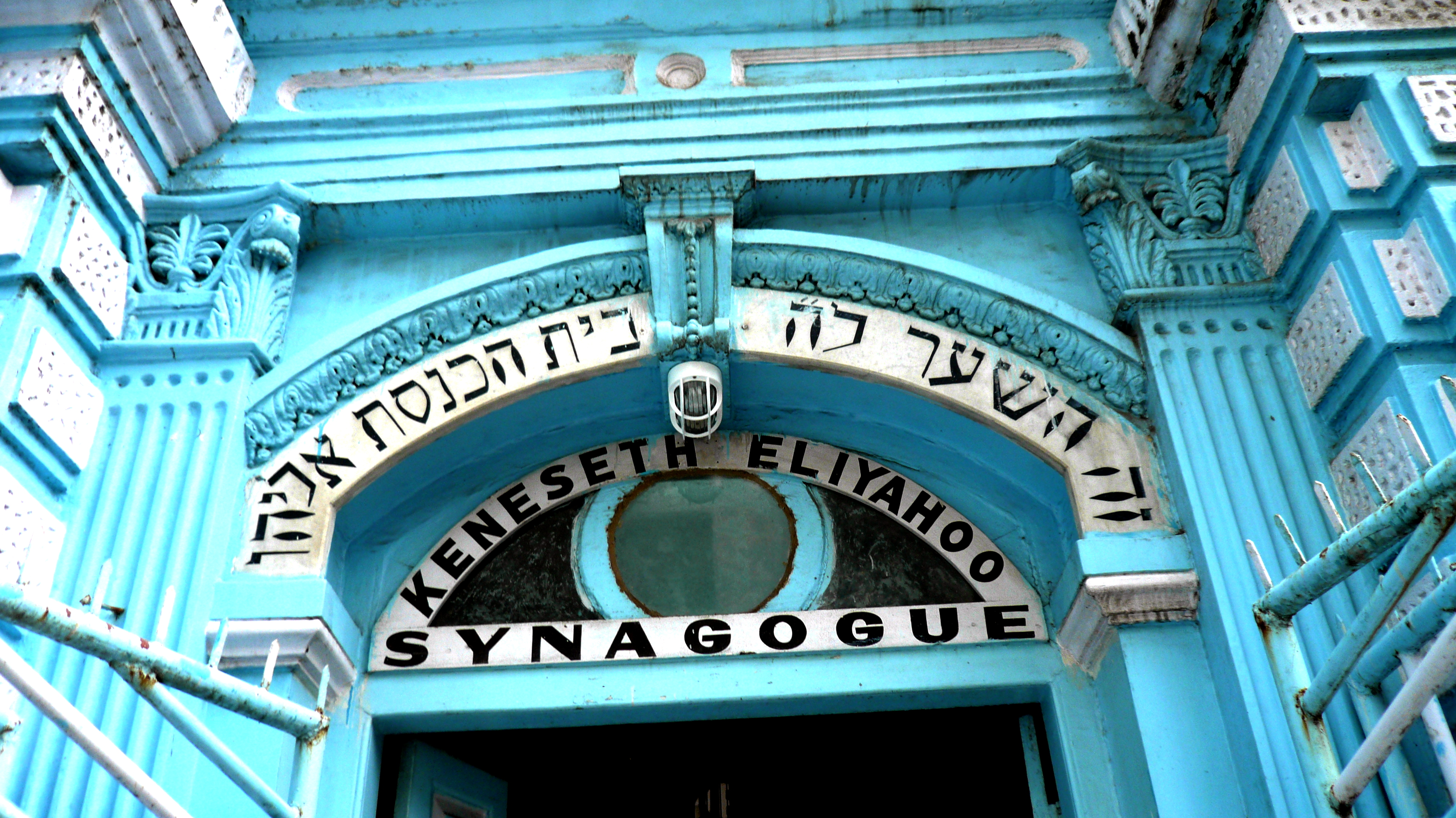
La sinagoga di Mumbai "Knesset Eliyahoo".

## Relazioni interreligiose
Nel febbraio del 2007 a Nuova Delhi si è tenuto il primo vertice interreligioso dei leader ebraici e indù. Il summit comprendeva l'allora capo del Gran Rabbinato d'Israele Yona Metzger, il direttore internazionale degli affari interreligiosi del American Jewish Committee (AJC) David Rosen, una delegazione di rabbini capo provenienti da tutto il mondo e una vasta schiera di leader induisti. Nel corso dei lavori Metzger ha dichiarato:
Nell'agosto del 2007, tra qualche protesta, una delegazione di leader e giornalisti indo-musulmani si è recata in Israele; essa è stata pubblicizzata come un "dialogo di democrazia" ed è stata organizzata direttamente dall'ufficio indiano del Comitato ebraico americano. Durante questo viaggio, Maulana Jameel Ahmed Ilyasi, l'allora segretario generale dell'Associazione indiana di imam e moschee, ha lodato il rispetto reciproco dei cittadini arabi di Israele e degli ebrei israeliani ed ha incoraggiato a risolvere i problemi con il confronto della dialettica piuttosto che con l'uso della violenza.
I rappresentanti musulmani si sono incontrati con l'allora presidente di Israele Shimon Peres, dove quest'ultimo ha sottolineato la coesistenza delle religioni maggiori a Gerusalemme e la lotta intrapresa dell'India contro il terrorismo e il separatismo interno.
Nel 2008 un secondo summit ebraico-indù ha avuto luogo a Gerusalemme; esso vi ha incluso un incontro tra i gruppi indù presenti e il presidente S. Peres, dove è stata discussa l'importanza di una forte relazione israelo-indiana. La delegazione indù ha anche incontrato le personalità politiche Isaac Herzog e il rappresentante dei drusi Majalli Wahabi; insieme hanno poi visitato e recitato le proprie preghiere davanti al Muro Occidentale ed hanno inoltre anche reso omaggio alle vittime della Shoah.
Nel 2009 un incontro interreligioso tra ebrei-indù ed ebrei organizzato dalla "Hindu American Foundation" e dal "Comitato ebraico americano" si è tenuto sia a New York che nello Stato di Washington. Rappresentanti indù ed ebrei hanno tenuto presentazioni e i partecipanti hanno indossato distintivi che combinavano la bandiera di Israele, la bandiera dell'India e la bandiera degli Stati Uniti d'America.
Nel novembre del 2012 il presidente S. Peres ha osservato: "Penso che l'India sia il più grande spettacolo di come così tante differenze nella lingua e nella fede possano coesistere pur affrontando grandi sofferenze e mantenendo la piena libertà religiosa e libertà di manifestazione del pensiero".

### Ebraismo in India
La storia del popolo ebraico in India risale a tempi assai remoti.
L'ebraismo fu una delle prime religioni straniere a giungere nel subcontinente indiano dall'esterno nel corso della storia dell'India registrata; gli ebrei indiani rappresentano una minoranza ma, a differenza di molte altre parti del mondo, hanno sempre potuto vivere senza alcun caso di antisemitismo da parte della maggioranza locale. Le antiche comunità più consolidate hanno assimilato un gran numero di tradizioni locali attraverso il diffusionismo trans-culturale.
La popolazione ebraica in India è difficile da stimare poiché ogni comunità si è distinta nel tempo dalle proprie differenti origini; mentre alcuni presumibilmente sono arrivati durante il periodo del Regno di Giuda, altri sono visti da alcuni addirittura come i discendenti delle dieci tribù perdute d'Israele. Oltre agli espatriati e agli immigrati recenti sussistono diversi gruppi ebraici distinti:
1. Gli ebrei di Cochin, chiamati anche "ebrei di Malabar", sono di matrice mizrahì e sefarditi. Questi rappresentano il più antico gruppo di ebrei indiani, con una possibile rivendicazione di radici risalente fino al tempo del re Salomone[211][212]. Gli ebrei cochinici si stabilirono inizialmente nel regno di Cochin nell'India meridionale[213][214][215].

- I cosiddetti "ebrei spagnoli e portoghesi" (vedi Storia degli ebrei in Spagna e Storia degli ebrei in Portogallo), ebrei paradesi e ebrei britannici arrivarono a Madras nel corso del XVI secolo, principalmente come commercianti e uomini d'affari trattanti opere di gioielleria e diamanti[216]. Hanno anche una grande presenza nell'ex colonia portoghese di Goa, là ove l'Inquisizione di Goa prese il suo avvio nel 1560[217].

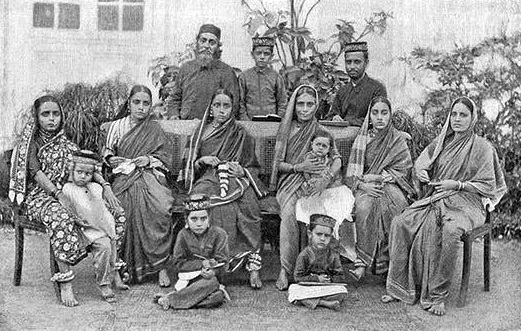
Una famiglia di Bene Israel a Mumbai all'inizio del XX secolo.

- I Bene Israel si stabilirono nello Stato del Maharashtra ben 900 anni fa[218]. Un altro ramo di questa stessa comunità, risiedette a Karachi fino alla Partizione dell'India nel 1947, quando si ritrovarono costretti a fuggire oltreconfine (in particolare a Mumbai). Molti di loro si sono in seguito trasferiti in Israele.
- Gli ebrei di Sindh, Punjab o Pathan sono spesso erroneamente chiamati anch'essi ebrei di Beni Israel. La comunità che risiedeva in altre parti di quello che divenne il Pakistan (come Lahore o Peshawar) fuggì in India nel 1947, in modo del tutto simile a quanto accadde alla più vasta comunità di Karachi.
- Gli ebrei Baghdadi arrivarono nella città di Surat provenienti dall'Iraq oltre che da altri stati del mondo arabo, dall'Iran e dall'Afghanistan circa 250 anni fa[205].
- I Bnei Menashe (figli della Tribù di Manasse sono membri del gruppo etnico Chin/Mizo e del popolo Kuki residenti a Manipur e Mizoram i quali si sono convertiti di recente all'ebraismo[219].
- I Bene Efraim (chiamati anche "ebrei telugu") sono un piccolo gruppo che parla la lingua telugu; la loro osservanza del giudaismo risale al 1981.

La maggior parte degli ebrei indiani ha "fatto Aliyah" (emigrazione) in Israele a partire dal momento dalla creazione del moderno Stato ebraico nel 1948. Oltre 70.000 ebrei indiani ora vivono in Israele (oltre l'1% della popolazione totale). Dei rimanenti 5.000, la più grande comunità si concentra a Mumbai ove in 3.500 sono rimasti degli oltre 30.000 registrati negli anni 1940, suddivisi tra "Bene Israel" e "Baghdadi"; sebbene questi ultimi rifiutassero di riconoscere i primi come ebrei a tutti gli effetti e si rifiutassero quindi per tale ragione di dispensare loro le opere di beneficenza. Sussistono poi vari ricordi delle località ebraiche in Kerala, come ad esempio le sinagoghe che ancora rimangono.

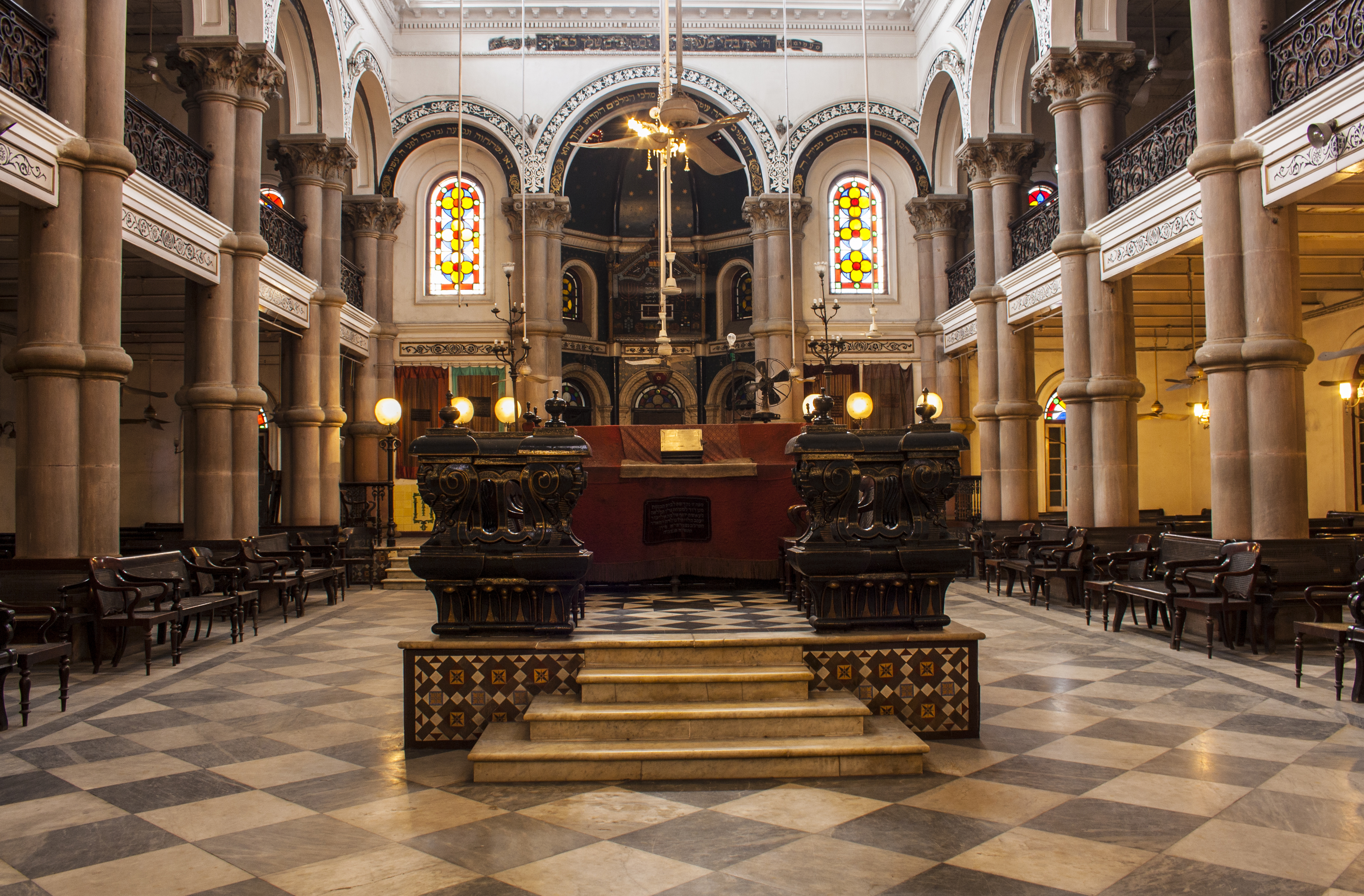
L'interno della Magen David Synagogue di Calcutta.

All'inizio del XXI secolo nuove comunità ebraiche sono state fondate a Mumbai, Nuova Delhi, Bangalore e in altre città dell'India. Esse sono state create soprattutto dal movimento Chabad Lubavitch il quale ha mandato i rabbini a insediarle. Le comunità servono i bisogni religiosi e sociali degli uomini d'affari ebrei che sono immigrati o in visita in India e gli escursionisti e turisti in tour. Il loro più grande centro è la Nariman House (la Casa Chabad di Mumbai).

Esistono infine attualmente 33 sinagoghe in India, comprensive della totalità del paese, anche se molte non funzionano più come tali e oggi pertanto variano anche nei loro livelli di conservazione.